# Posłowie na Sejm Polskiej Rzeczypospolitej Ludowej X kadencji
Posłowie na Sejm Polskiej Rzeczypospolitej Ludowej X kadencji zostali wybrani 4 i 18 czerwca 1989 w wyniku tzw. wyborów czerwcowych.
Posłowie ci zostali wybrani na Sejm PRL. Jednakże w związku z wejściem w trakcie kadencji w życie tzw. noweli grudniowej, wprowadzającej m.in. zmianę nazwy państwa z Polska Rzeczpospolita Ludowa na Rzeczpospolita Polska, stali się tym samym posłami na Sejm Rzeczypospolitej Polskiej. Formalnie kadencja posłów X kadencji trwała od 18 czerwca 1989 (daty drugiej tury głosowania) do 25 listopada 1991. Pierwotnie miała upłynąć 18 czerwca 1993, jednak została skrócona na mocy uchwały Sejmu. W trakcie kadencji jeden raz odbyły się wybory uzupełniające – miało to miejsce 11 lutego 1990 i dotyczyło mandatu nr 89 w Gdyni. Trzy mandaty na koniec kadencji pozostały natomiast nieobsadzone. Pierwsze posiedzenie Sejmu odbyło się 4 i 5 lipca 1989, a ostatnie, 79. – 25 października 1991.
Posłowie X kadencji zostali wybrani w pierwszych częściowo wolnych wyborach w historii Polski po II wojnie światowej, przeprowadzonych w ramach uzgodnień dokonanych przy Okrągłym Stole. Przedstawiciele niedemokratycznych władz komunistycznych PRL zagwarantowali rządzącej „koalicji”, obejmującej PZPR i jej satelitów, obsadę co najmniej 299 (65%) miejsc w Sejmie. Pozostałe mandaty poselskie w liczbie 161 (35%) zostały przeznaczone dla kandydatów bezpartyjnych – do ubiegania się o nie zostali dopuszczeni również przedstawiciele różnych środowisk opozycji demokratycznej. Wybór posłów X kadencji nastąpił na podstawie ordynacji wyborczej uchwalonej przez Sejm PRL 7 kwietnia 1989 w ramach realizacji ustaleń Okrągłego Stołu.
Kluby i koła na pierwszym posiedzeniu Sejmu X kadencji i stan na koniec kadencji.
| \| Ugrupowanie polityczne \| Ugrupowanie polityczne \| VII 1989 \| XI 1991 \| +/− \| \| \| ---------------------- \| ---------------------------------------------- \| -------- \| ------- \| --- \| --- \| \| \| Parlamentarny Klub Lewicy Demokratycznej[a] \| 173 \| 102 \| 71 \| \| \| \| Obywatelski Klub Parlamentarny \| 161 \| 105 \| 56 \| \| \| \| Polskie Stronnictwo Ludowe[b] \| 76 \| 65 \| 11 \| \| \| \| Stronnictwo Demokratyczne \| 27 \| 21 \| 6 \| \| \| \| Stowarzyszenie „Pax” \| 10 \| 10 \| \| \| \| \| Unia Chrześcijańsko-Społeczna \| 8 \| 8 \| \| \| \| \| Polski Związek Katolicko-Społeczny \| 5 \| 4 \| 1 \| \| \| \| Unia Demokratyczna \| – \| 49 \| – \| \| \| \| Poselski Klub Pracy \| – \| 39 \| – \| \| \| \| Parlamentarny Klub Chrześcijańsko-Ludowy \| – \| 8 \| – \| \| \| \| Klub Niezależnych Posłów \| – \| 7 \| – \| \| \| \| Klub Posłów Wojskowych \| – \| 7 \| – \| \| \| \| Solidarność Pracy \| – \| 5 \| – \| \| \| \| Polskie Stronnictwo Ludowe (Mikołajczykowskie) \| – \| 4 \| – \| \| \| \| Parlamentarny Klub Ekologiczny \| – \| 3 \| – \| \| \| \| Posłowie niezrzeszeni[c] \| – \| 20 \| – \| \| \| Razem \| Razem \| 460 \| 457 \| 457 \| 457 \| | Podział 460 mandatów: PZPR: 173 ZSL: 76 OKP: 161 SD: 27 Pozostali: 23 |          |         |     |     |
| Ugrupowanie polityczne | Ugrupowanie polityczne                                                | VII 1989 | XI 1991 | +/− |     |
| | Parlamentarny Klub Lewicy Demokratycznej                              | 173      | 102     | 71  |     |
| | Obywatelski Klub Parlamentarny                                        | 161      | 105     | 56  |     |
| | Polskie Stronnictwo Ludowe                                            | 76       | 65      | 11  |     |
| | Stronnictwo Demokratyczne                                             | 27       | 21      | 6   |     |
| | Stowarzyszenie „Pax”                                                  | 10       | 10      |     |     |
| | Unia Chrześcijańsko-Społeczna                                         | 8        | 8       |     |     |
| | Polski Związek Katolicko-Społeczny                                    | 5        | 4       | 1   |     |
| | Unia Demokratyczna                                                    | –        | 49      | –   |     |
| | Poselski Klub Pracy                                                   | –        | 39      | –   |     |
| | Parlamentarny Klub Chrześcijańsko-Ludowy                              | –        | 8       | –   |     |
| | Klub Niezależnych Posłów                                              | –        | 7       | –   |     |
| | Klub Posłów Wojskowych                                                | –        | 7       | –   |     |
| | Solidarność Pracy                                                     | –        | 5       | –   |     |
| | Polskie Stronnictwo Ludowe (Mikołajczykowskie)                        | –        | 4       | –   |     |
| | Parlamentarny Klub Ekologiczny                                        | –        | 3       | –   |     |
| | Posłowie niezrzeszeni                                                 | –        | 20      | –   |     |
| Razem | Razem                                                                 | 460      | 457     | 457 | 457 |

## Prezydium Sejmu X kadencji
| Poseł                                                               | Poseł                         | Funkcja             | Klub                              | Czas pełnienia funkcji | Czas pełnienia funkcji | Czas pełnienia funkcji |
| Poseł                                                               | Poseł                         | Funkcja             | Klub                              | Od                     | Do                     |                        |
| ------------------------------------------------------------------- | ----------------------------- | ------------------- | --------------------------------- | ---------------------- | ---------------------- | ---------------------- |
|                                                                     | Zbigniew Rudnicki             | Marszałek senior    | KP Stronnictwa Demokratycznego    | 4 lipca 1989(dts)      | 4 lipca 1989(dts)      |                        |
| Marszałek senior przewodniczy obradom Sejmu przed wyborem Prezydium |                               |                     |                                   |                        |                        |                        |
|                                                                     | Mikołaj Kozakiewicz           | Marszałek Sejmu     | KP Polskiego Stronnictwa Ludowego | 4 lipca 1989(dts)      | 25 listopada 1991(dts) |                        |
|                                                                     | Teresa Dobielińska-Eliszewska | Wicemarszałek Sejmu | KP Stronnictwa Demokratycznego    | 4 lipca 1989(dts)      | 25 listopada 1991(dts) |                        |
|                                                                     | Tadeusz Fiszbach              | Wicemarszałek Sejmu | Niezrzeszony                      | 4 lipca 1989(dts)      | 25 listopada 1991(dts) |                        |
|                                                                     | Olga Krzyżanowska             | Wicemarszałek Sejmu | KP Unia Demokratyczna             | 4 lipca 1989(dts)      | 25 listopada 1991(dts) |                        |

## Przynależność klubowa

### Stan na koniec kadencji
Według stanu na koniec X kadencji Sejmu funkcjonowały w nim następujące środowiska polityczne:
- Obywatelski Klub Parlamentarny (105 posłów, przewodniczący Mieczysław Gil)[9][10],
- Parlamentarny Klub Lewicy Demokratycznej (102 posłów, przewodniczący Włodzimierz Cimoszewicz)[11][12],
- Klub Poselski Polskiego Stronnictwa Ludowego (65 posłów, przewodniczący Józef Zych)[13][14],
- Klub Parlamentarny Unia Demokratyczna (49 posłów, przewodniczący Bronisław Geremek)[15][16],
- Poselski Klub Pracy (39 posłów, przewodnicząca Wiesława Ziółkowska)[17][18],
- Klub Poselski Stronnictwa Demokratycznego (21 posłów, przewodniczący Lesław Lech)[19][20],
- Klub Poselski Stowarzyszenia „Pax” (10 posłów, przewodniczący Józef Wójcik)[21][22],
- Parlamentarny Klub Chrześcijańsko-Ludowy (8 posłów, bez formalnego przewodniczącego)[23][24],
- Klub Poselski Unii Chrześcijańsko-Społecznej (8 posłów, przewodniczący Tadeusz Nowacki)[25][26],
- Klub Niezależnych Posłów (7 posłów, przewodniczący Zbigniew Kostrzewa)[27][28],
- Klub Posłów Wojskowych (7 posłów, przewodniczący Zbigniew Puzewicz)[29][30],
- Parlamentarny Klub „Solidarność Pracy” (5 posłów, bez formalnego przewodniczącego)[31][32],
- Klub Poselski Polskie Stronnictwo Ludowe (4 posłów, przewodniczący Tadeusz Kaszubski)[33],
- Klub Poselski Polskiego Związku Katolicko-Społecznego (4 posłów, przewodniczący Ryszard Gajewski)[34][35],
- Parlamentarny Klub Ekologiczny (3 posłów, bez formalnego przewodniczącego)[36][37],
- Posłowie niezrzeszeni (20 posłów)[38].

| Obywatelski Klub Parlamentarny | Obywatelski Klub Parlamentarny | Obywatelski Klub Parlamentarny | Obywatelski Klub Parlamentarny |
| --- | --- | --- | --- |
| | | | |
| - Andrzej Arendarski - Jarosław Barańczak - Maciej Bednarkiewicz - Jan Beszta-Borowski - Jan Bielecki - Stanisław Bożek - Jacek Bujak - Janusz Byliński - Michał Caputa - Paweł Chrupek - Stanisław Cieśla - Ignacy Czeżyk - Adela Dankowska - Stanisław Dąbrowski - Jerzy Dłużniewski - Marian Dojka - Zbigniew Drela - Jerzy Dyner - Marek Dziubek - Antoni Furtak - Andrzej Gabryszewski - Jerzy Gil - Mieczysław Gil - Andrzej Glapiński - Ignacy Guenther - Józef Gutowski - Ryszard Iwan | - Józef Jungiewicz - Marek Jurek - Zbigniew Kamiński - Andrzej Kern - Anna Knysok - Bohdan Kopczyński - Marian Kowal - Tadeusz Kowalczyk - Wiesław Kowalski - Lech Kozaczko - Stefan Kozłowski - Karol Krasnodębski - Edmund Krasowski - Ryszard Kraszewski - Stanisława Krauz - Czesław Kurzajewski - Grażyna Langowska - Zbigniew Lech - Józef Lubieniecki - Paweł Łączkowski - Jan Łopuszański - Zygmunt Łupina - Zbigniew Mackiewicz - Tadeusz Mańka - Adam Matuszczak - Jacek Merkel - Adam Mitura | - Włodzimierz Mokry - Edward Müller - Stefan Myszkiewicz-Niesiołowski - Czesław Nowak - Edward Nowak - Jerzy Orzeł - Stanisław Padykuła - Bogusław Pałka - Jerzy Pietkiewicz - Ireneusz Pięta - Zenon Pigoń - Bohdan Pilarski - Maciej Półtorak - Krzysztof Putra - Czesław Robakowski - Kazimierz Rostek - Marek Rusakiewicz - Jan Rusznica - Marek Rutkowski - Edward Rzepka - Jan Rzymełka - Franciszek Sak - Józef Sałata - Elżbieta Seferowicz - Henryk Sienkiewicz - Tadeusz Sierżant - Andrzej Sikora | - Władysław Skalski - Czesław Sobierajski - Stefan Sobieszczański - Wojciech Solarewicz - Janusz Steinhoff - Maria Stępniak - Stanisław Strózik - Jacek Szymanderski - Krzysztof Szymański - Leonard Szymański - Tadeusz Ścieszko - Tadeusz Trelka - Bolesław Twaróg - Eugeniusz Ujas - Stanisław Węgłowski - Bronisław Wilk - Jerzy Wuttke - Andrzej Wybrański - Wiesław Zajączkowski - Teresa Zalewska - Andrzej Zawiślak - Zenon Złakowski - Krzysztof Żabiński - Jerzy Żurawiecki |
| Parlamentarny Klub Lewicy Demokratycznej | | | |
| | | | |
| - Stanisław Babiński - Tadeusz Badach - Zbigniew Balik - Anna Bańkowska - Marek Bartosik - Ryszard Bartosz - Ludwik Bernacki - Tadeusz Biliński - Barbara Blida - Andrzej Błoch - Irmindo Bocheń - Marek Boral - Anna Brzozowska - Anna Bukowska - Andrzej Burski - Wiesław Chmielarski - Lucjan Chojecki - Włodzimierz Cimoszewicz - Maria Czenczek - Mieczysław Czerniawski - Jan Dalgiewicz - Bogdan Derwich - Wawrzyniec Dominiak - Stanisław Duda - Anna Dudkiewicz - Jan Dudziak         | - Stanisław Gabrielski - Jerzy Gajda - Józef Gajewicz - Stanisław Gałeczka - Irena Gil - Bohdan Głuchowski - Jan Goczoł - Jerzy Gołaczyński - Maria Gomola - Danuta Grabowska - Roman Greń - Zbigniew Grugel - Krzysztof Grzebyk - Waldemar Grzywacz - Ryszard Jankowski - Marian Jeż - Aleksander Jurewicz - Henryk Jużykiewicz - Henryk Kaczmarek - Wiesław Kaczmarek - Jerzy Karpacz - Jacek Kasprzyk - Czesław Kastelik - Zbigniew Kawałko - Dorota Kempka - Wiesław Kondracki                      | - Sławomir Kopański - Ryszard Kosowski - Janina Kuś - Anna Kwietniewska - Piotr Lenz - Iwona Lubowska - Norbert Lysek - Joachim Masarczyk - Romualda Matusiak - Stefan Mleczko - Roman Norbert - Józef Oleksy - Seweryn Ostapiuk - Jacek Piechota - Antoni Pieniążek - Józef Pilarczyk - Paweł Rogiński - Tomasz Romańczuk - Jerzy Rozwandowicz - Franciszek Rusnarczyk - Ireneusz Sekuła - Władysław Serafin - Andrzej Sidor - Izabella Sierakowska - Ryszard Smolarek - Zbigniew Sobotka                   | - Wanda Sokołowska - Bolesław Suchodolski - Jerzy Susek - Halina Suskiewicz - Bogdan Szczygieł - Bolesław Szkutnik - Jan Szlachta - Janusz Szymański - Waldemar Tokarz - Janusz Trzciński - Bożenna Urbańska - Stefan Wanot - Bogusław Wąs - Małgorzata Węgrzyn - Sławomir Wiatr - Andrzej Wieczorkiewicz - Ryszard Wojciechowski - Wilhelm Wolnik - Jan Zając - Michał Zbylut - Janusz Zemke - Bogumił Zych - Antoni Żelazny - Marian Żenkiewicz                                     |
| Klub Poselski Polskiego Stronnictwa Ludowego | | | |
| | | | |
| - Adam Babul - Andrzej Bajołek - Edward Baścik - Aleksander Bentkowski - Andrzej Borowski - Aniela Bukała - Jan Choszczewski - Witold Chrzanowski - Jan Czaja - Barbara Czyż - Janusz Dobrosz - Zdzisław Domański - Ludomir Goździkiewicz - Michał Górski - Adam Grabowiecki - Wojciech Gryczewski - Andrzej Grzyb | - Ryszard Jastrzębski - Zygmunt Karczewski - Marian Kędzierski - Franciszek Kieć - Wiesława Kiermaszek-Lamla - Ryszard Kołodziej - Jan Kowalik - Mikołaj Kozakiewicz - Włodzimierz Krajewski - Bożenna Kuc - Michał Kurek - Wincenty Leszczyński - Witold Leśniewski - Józef Łochowski - Aleksander Łuczak - Bogdan Łukasiewicz - Janusz Maćkowiak | - Teresa Malczewska - Stanisław Mazan - Stanisław Mazur - Zbigniew Mierzwa - Wojciech Mojzesowicz - Jerzy Osiński - Waldemar Pawlak - Miron Pomirski - Stanisława Popiela - Jan Rajtar - Jerzy Rosiak - Aleksy Siemieniuk - Ireneusz Skubis - Jacek Soska - Marian Starownik - Stanisław Stasiak - Franciszek Stefaniuk | - Tadeusz Sytek - Henryk Szarmach - Jan Szczygielski - Bogumił Szreder - Włodzimierz Wiertek - Zenon Witt - Wiesław Woda - Zdzisław Zambrzycki - Wojciech Zarzycki - Józef Zegar - Adam Zimnicki - Józef Zych - Władysław Żabiński - Jan Żukowski |
| Klub Parlamentarny Unia Demokratyczna | | | |
| | | | |
| - Jacek Ambroziak - Artur Balazs - Stefan Bieliński - Zbigniew Bobak - Juliusz Braun - Michał Chałoński - Marian Czerwiński - Maria Dmochowska - Krzysztof Dowgiałło - Witysław Dys-Kulerski - Radosław Gawlik - Bronisław Geremek - Ryszard Helak | - Józefa Hennelowa - Zbigniew Janas - Jarosław Kapsa - Jan Kisiliczyk - Jerzy Koralewski - Alicja Kornasiewicz - Andrzej Kosmalski - Józef Kowalczyk - Jan Król - Olga Krzyżanowska - Jacek Kuroń - Barbara Labuda - Jan Lityński | - Władysław Liwak - Andrzej Łapicki - Henryk Michalak - Adam Michnik - Jerzy Modrzejewski - Janusz Okrzesik - Janusz Onyszkiewicz - Jerzy Osiatyński - Andrzej Piszel - Piotr Polmański - Jan Rokita - Maria Sielicka-Gracka - Grażyna Staniszewska | - Maria Stolzman - Hanna Suchocka - Marcin Święcicki - Anna Urbanowicz - Michał Wojtczak - Henryk Wujec - Jan Wyrowiński - Jerzy Zdrada - Jerzy Zimowski - Stanisław Żurowski |
| Poselski Klub Pracy | | | |
| | | | |
| - Andrzej Aumiller - Józef Bąk - Marianna Borawska - Andrzej Bratkowski - Adam Brodecki - Irena Chojnacka - Teresa Czarnik-Sojka - Jerzy Dowgwiłłowicz - Ryszard Dyrak - Krystyna Ejsmont | - Herbert Gabryś - Mieczysław Gaweł - Joanna Grobel-Proszowska - Krystyna Grzęda - Edward Horoszkiewicz - Edmund Jagiełło - Henryk Janasek - Marian Janicki - Jerzy Józefiak - Bernard Kasprzak | - Dobrochna Kędzierska-Truszczyńska - Henryk Komar - Krzysztof Komornicki - Waldemar Komorowski - Czesław Kosiński - Marek Król - Jan Kuligowski - Roman Ney - Ryszard Pidek - Marek Pol | - Czesław Skowroński - Jan Sroczyński - Anna Szymańska-Kwiatkowska - Zofia Wilczyńska - Jan Wnuk - Teresa Woźniak - Jan Wróbel - Marian Zawadzki - Wiesława Ziółkowska |
| Klub Poselski Stronnictwa Demokratycznego | | | |
| | | | |
| - Zdzisław Barański - Jerzy Bartnicki - Alfred Bielewicz - Janusz Błaszczyk - Andrzej Bondarewski - Krzysztof Czereyski | - Teresa Dobielińska-Eliszewska - Mirosława Grabarkiewicz - Jan Janowski - Jan Knoppek - Andrzej Konopka - Jan Kościelniak | - Lesław Lech - Kazimierz Modzelewski - Mirosław Nowakowski - Marian Popis - Stanisław Suchodolski - Jerzy Rusecki | - Jerzy Slezak - Jan Świtka - Kazimierz Ujazdowski |
| Klub Poselski Stowarzyszenie „Pax” | | | |
| | | | |
| - Szczepan Balicki - Eugeniusz Brzeziński - Ziemowit Gawski | - Wojciech Janicki - Kazimierz Jaworski - Jacek Krzekotowski | - Tadeusz Marchlik - Alfred Wawrzyniak - Józef Wójcik | - Bonawentura Ziemba |
| Parlamentarny Klub Chrześcijańsko-Ludowy | | | |
| | | | |
| - Roman Bartoszcze - Kazimierz Czerwiński | - Czesław Janicki - Stanisław Majdański | - Wojciech Polak - Grażyna Sołtyk | - Jan Warjan - Józef Wlekliński |
| Klub Poselski Unii Chrześcijańsko-Społecznej | | | |
| | | | |
| - Krzysztof Bielecki - Jan Błachnio | - Eugeniusz Czykwin - Jerzy Hopfer | - Urszula Jarosz - Tadeusz Nowacki | - Stanisław Rogowski - Ryszard Zieliński |
| Klub Niezależnych Posłów | | | |
| | | | |
| - Jacek Andrzejewski - Alicja Bieńkowska | - Józef Bogusz - Leszek Czerwiński | - Stefan Gębicki - Czesław Kawecki | - Zbigniew Kostrzewa |
| Klub Posłów Wojskowych | | | |
| | | | |
| - Józef Błaszczyk - Henryk Chmielewski | - Tadeusz Jemioło - Piotr Kołodziejczyk | - Zenon Kułaga - Zbigniew Puzewicz | - Ryszard Zieliński |
| Parlamentarny Klub „Solidarność Pracy” | | | |
| | | | |
| - Kazimierz Błaszczyk - Ryszard Bugaj | - Aleksander Małachowski | - Andrzej Miłkowski | - Roman Niegosz |
| Klub Poselski Polskiego Stronnictwa Ludowego | | | |
| | | | |
| - Stanisław Jasiński | - Tadeusz Kaszubski | - Janusz Rożek | - Stanisław Tomkiewicz |
| Klub Poselski Polskiego Związku Katolicko-Społecznego | | | |
| | | | |
| - Stefania Czupała-Hołoga | - Ryszard Gajewski | - Józef Starczynowski | - Marian Szatybełko |
| Parlamentarny Klub Ekologiczny | | | |
| | | | |
| - Zdzisław Czarnobilski | - Stefan Ryder | - Stanisław Wiąckowski | |
| Posłowie niezrzeszeni | | | |
| | | | |
| - Stanisław Bibrzycki - Tadeusz Bień - Mieczysław Brudniak - Ryszard Brzuzy - Sebastian Czypionka | - Anna Dynowska - Tadeusz Dziuba - Tadeusz Fiszbach - Tadeusz Kijonka - Władysław Krzyżanowski | - Teresa Liszcz - Marian Orzechowski - Lech Paprzycki - Emilia Pogonowska-Jucha - Zbigniew Rudnicki | - Ryszard Szwed - Janusz Szymborski - Lucjan Śliwa - Kazimierz Woźniak - Adam Zieliński |

### Posłowie, których mandat wygasł w trakcie X kadencji (4 posłów)
| Poseł | Poseł             | Data wygaśnięcia mandatu  | Przyczyna         | Następca                     | Następca                     |
| ----- | ----------------- | ------------------------- | ----------------- | ---------------------------- | ---------------------------- |
|       | Marian Szatybełko | 1 grudnia 1989(dts)       | nieważność wyboru |                              | Marian Szatybełko            |
|       | Jerzy Nowakowski  | 8 października 1990(dts)  | śmierć            |                              | mandat pozostał nieobsadzony |
|       | Walerian Pańko    | 7 października 1991(dts)  | śmierć            | mandat pozostał nieobsadzony |                              |
|       | Bohdan Osiński    | 18 października 1991(dts) | śmierć            | mandat pozostał nieobsadzony |                              |

## Lista według okręgów wyborczych

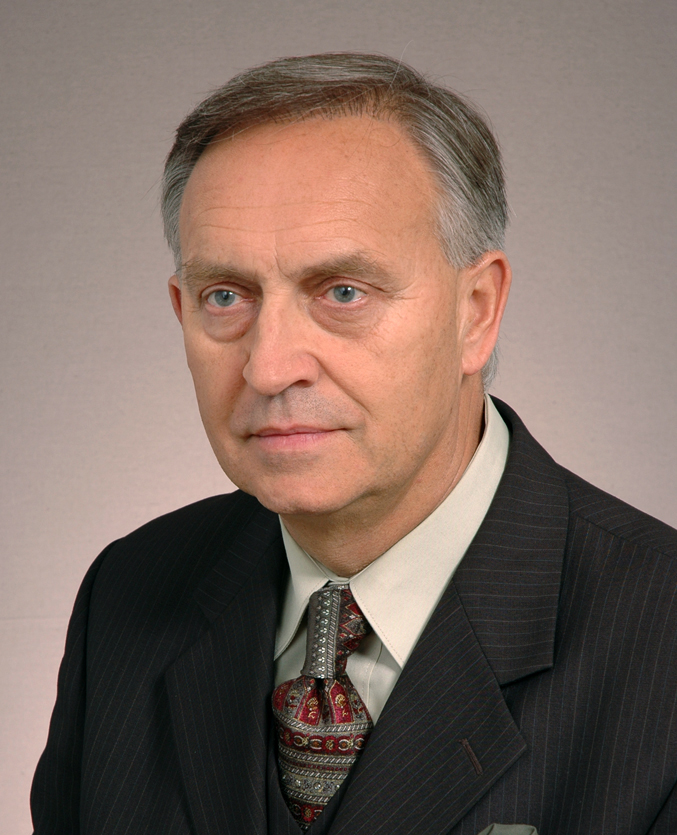
Aleksander Bentkowski (ZSL)

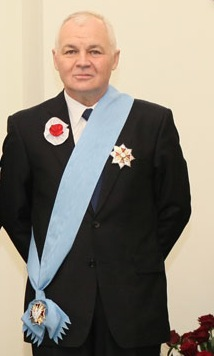
Jan Krzysztof Bielecki (KO „S”)

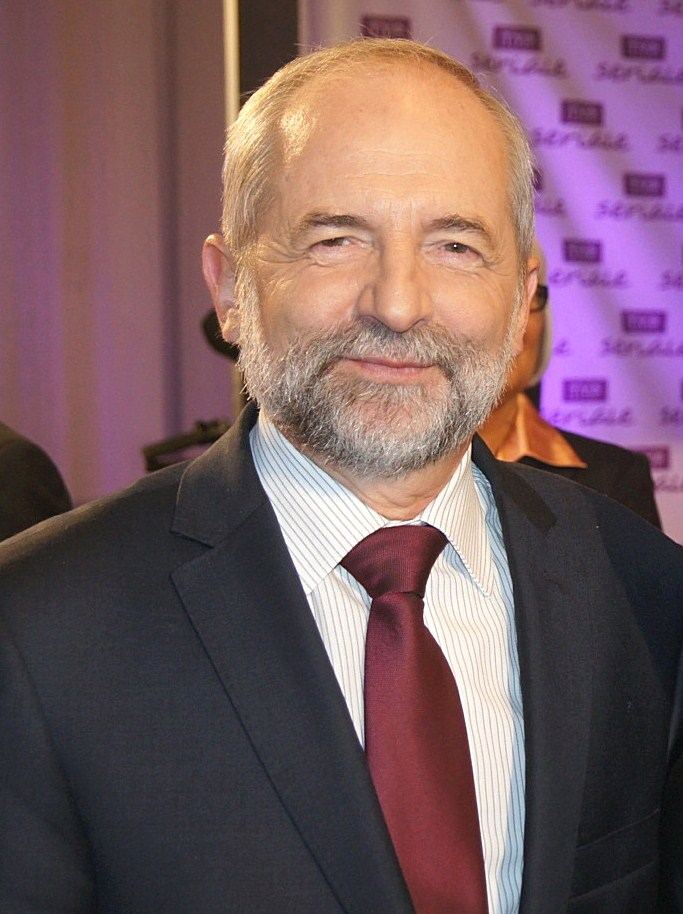
Juliusz Braun (KO „S”)

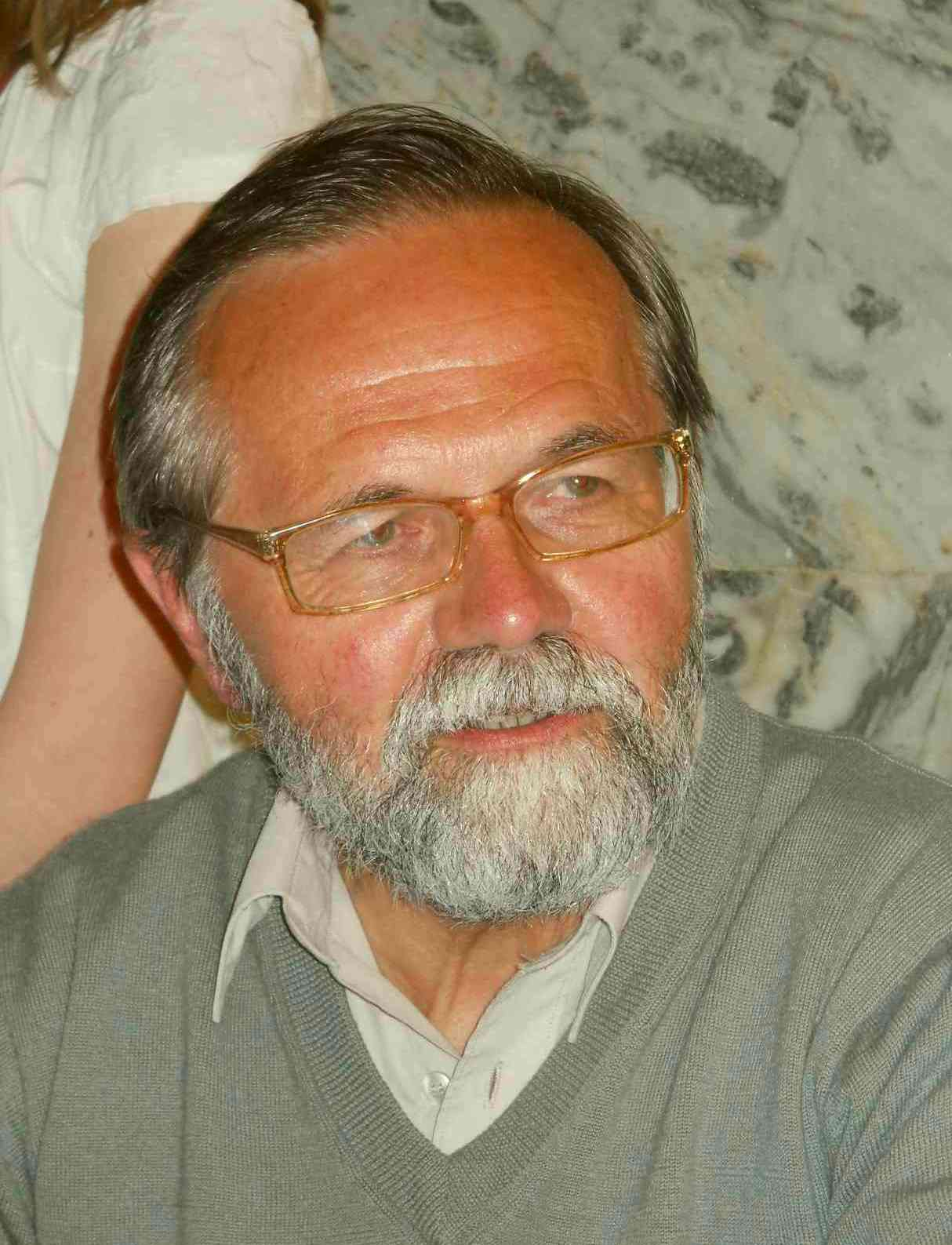
Ryszard Bugaj (KO „S”)

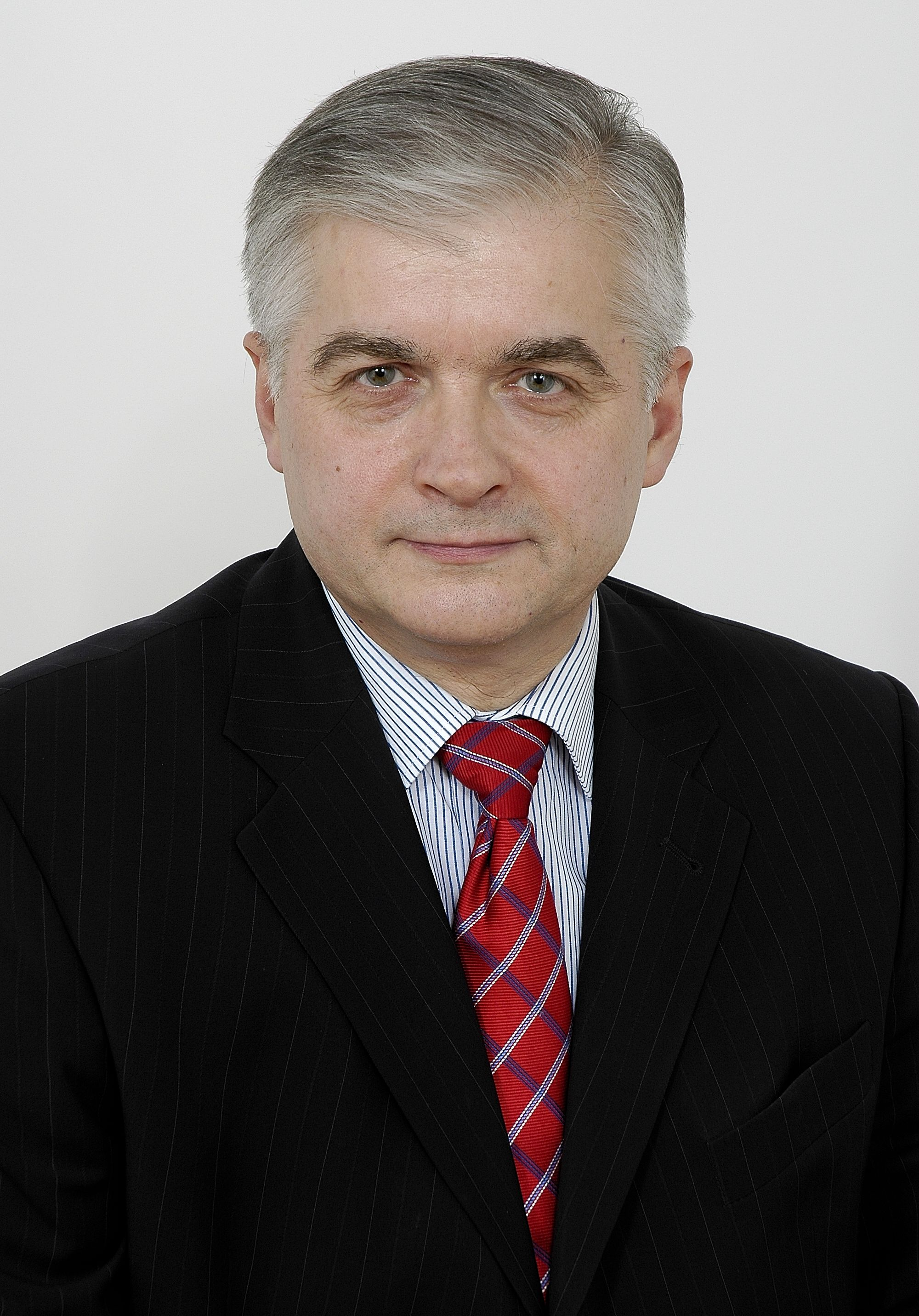
Włodzimierz Cimoszewicz (PZPR)

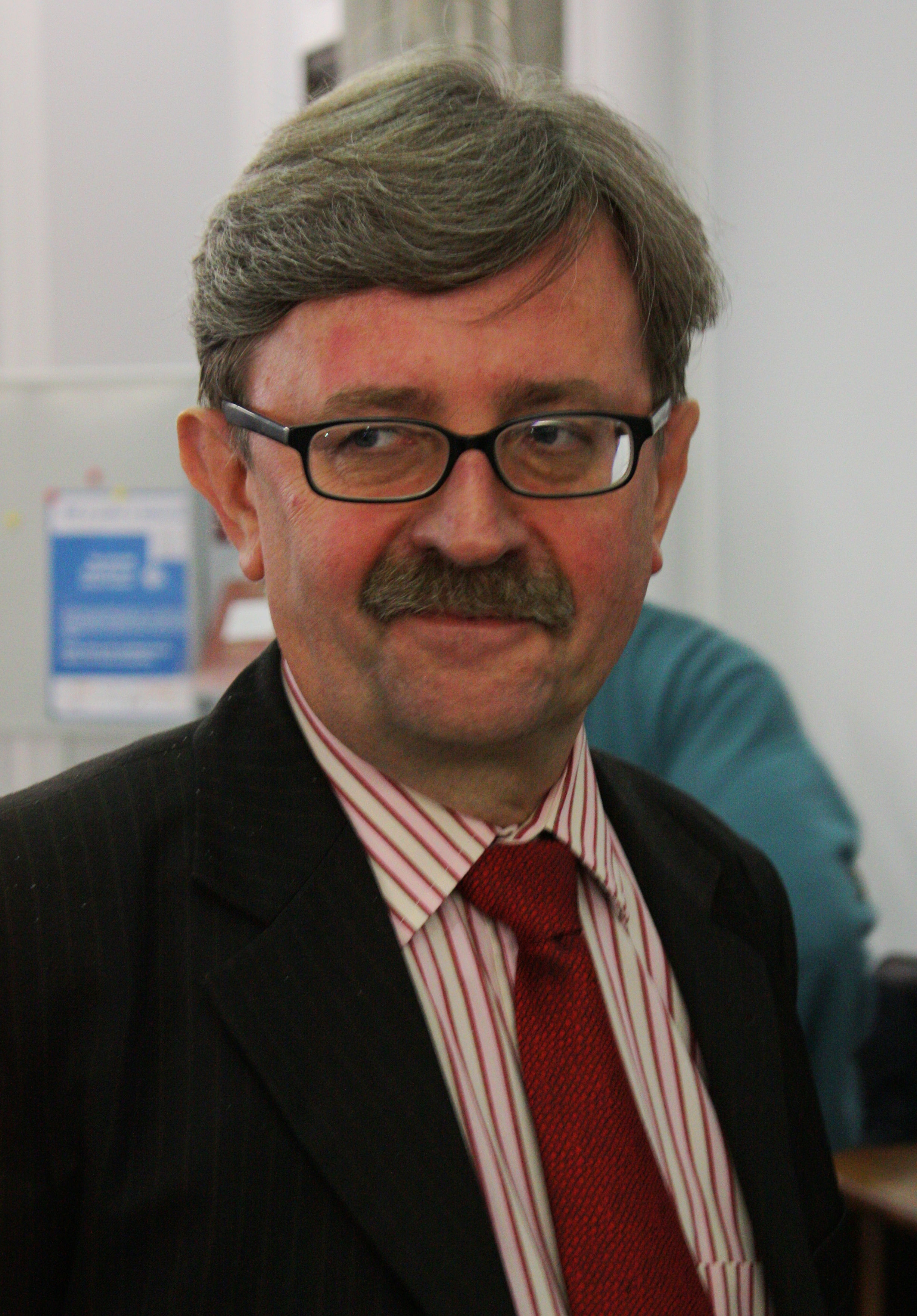
Janusz Dobrosz (ZSL)

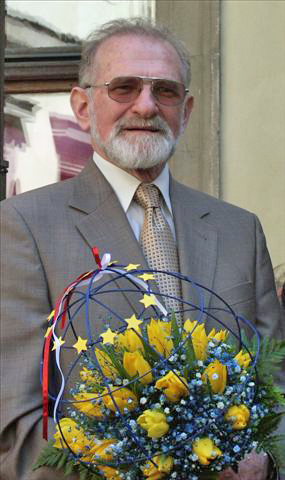
Bronisław Geremek (KO „S”)

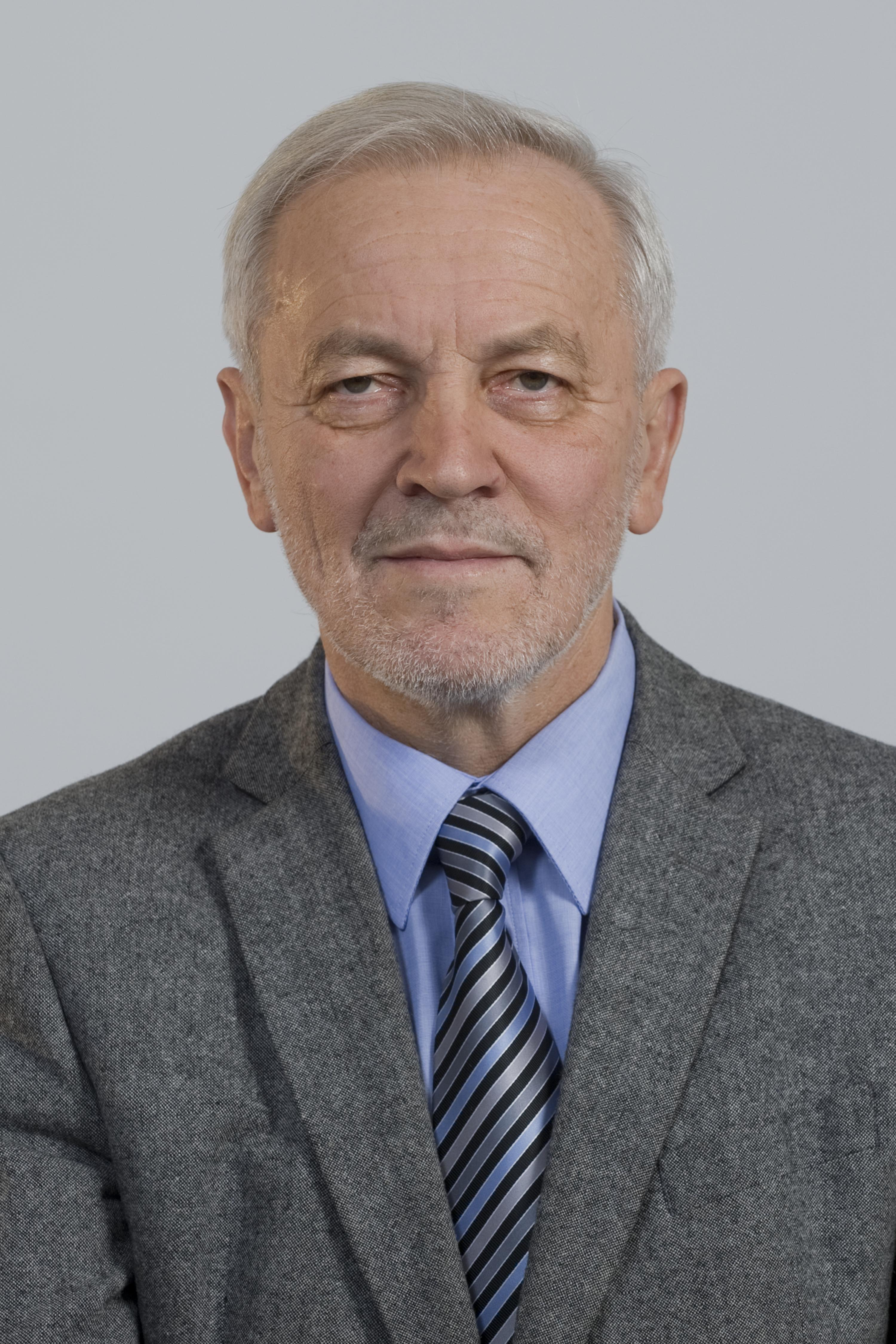
Mieczysław Gil (KO „S”)

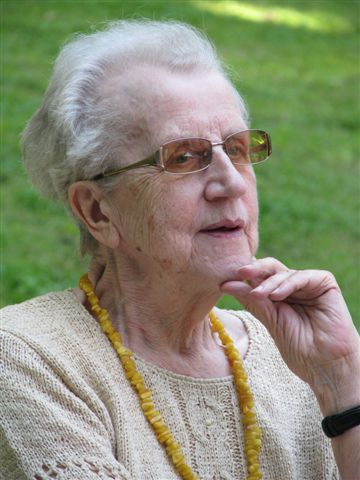
Józefa Hennelowa (KO „S”)

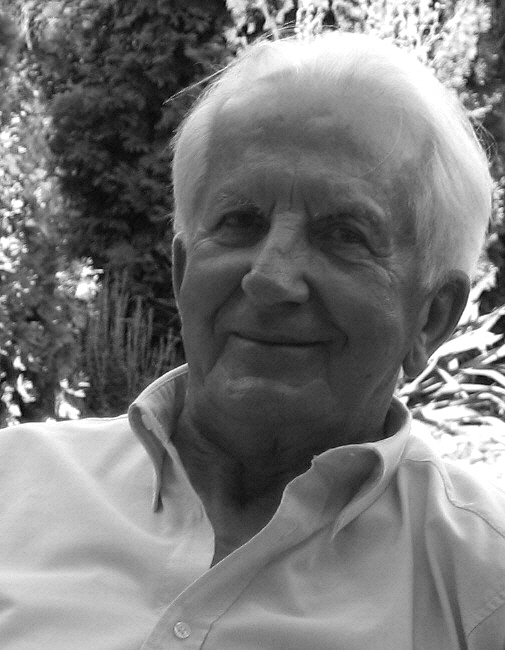
Czesław Janicki (ZSL)

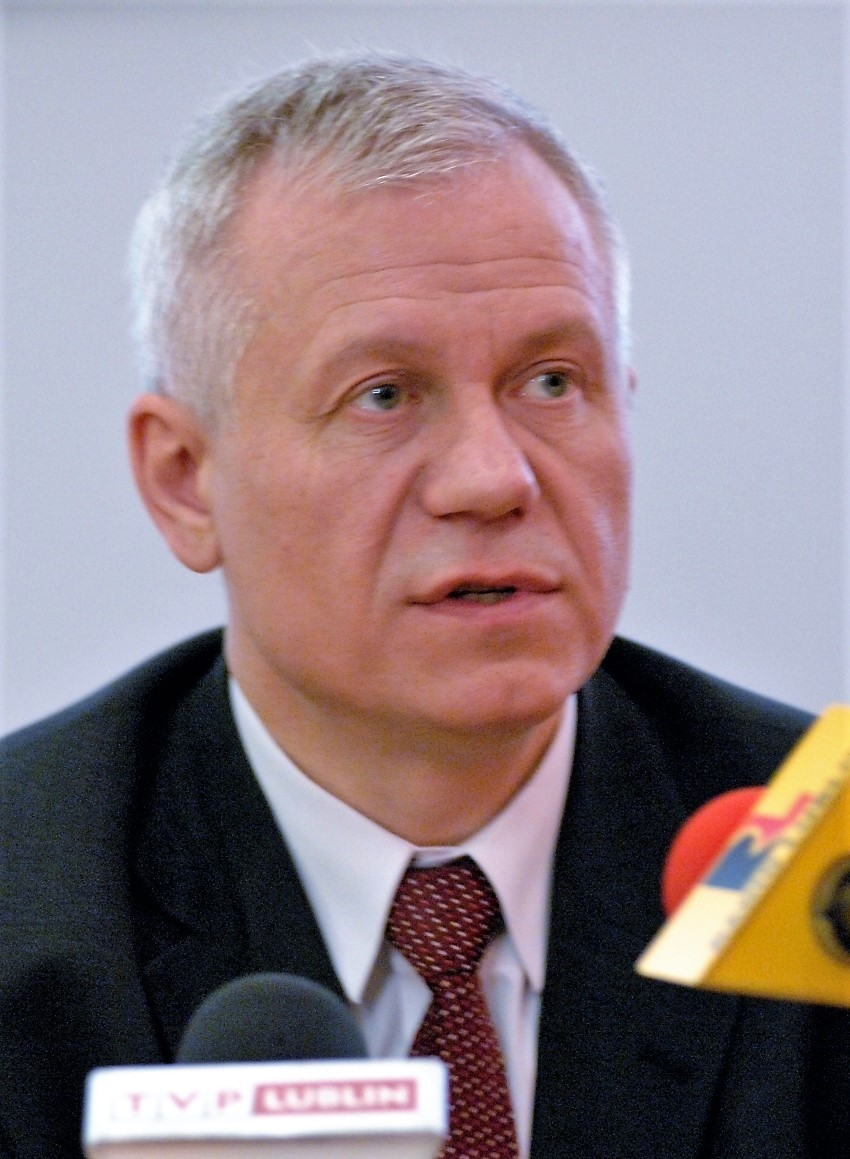
Marek Jurek (KO „S”)

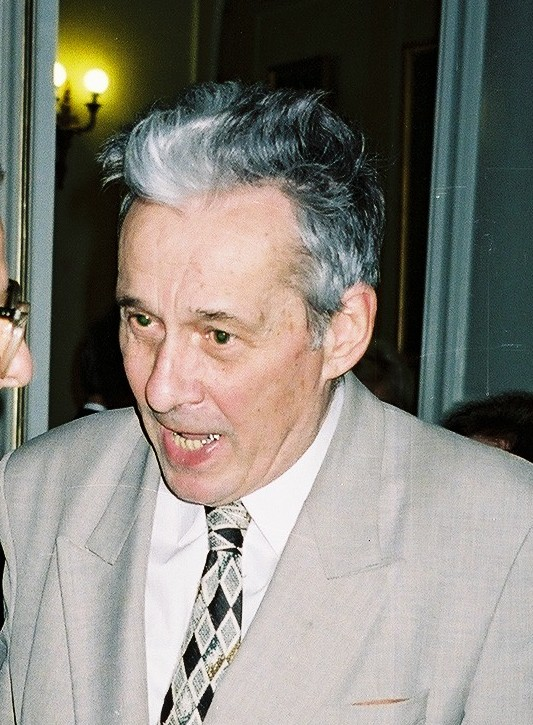
Stefan Kozłowski (KO „S”)

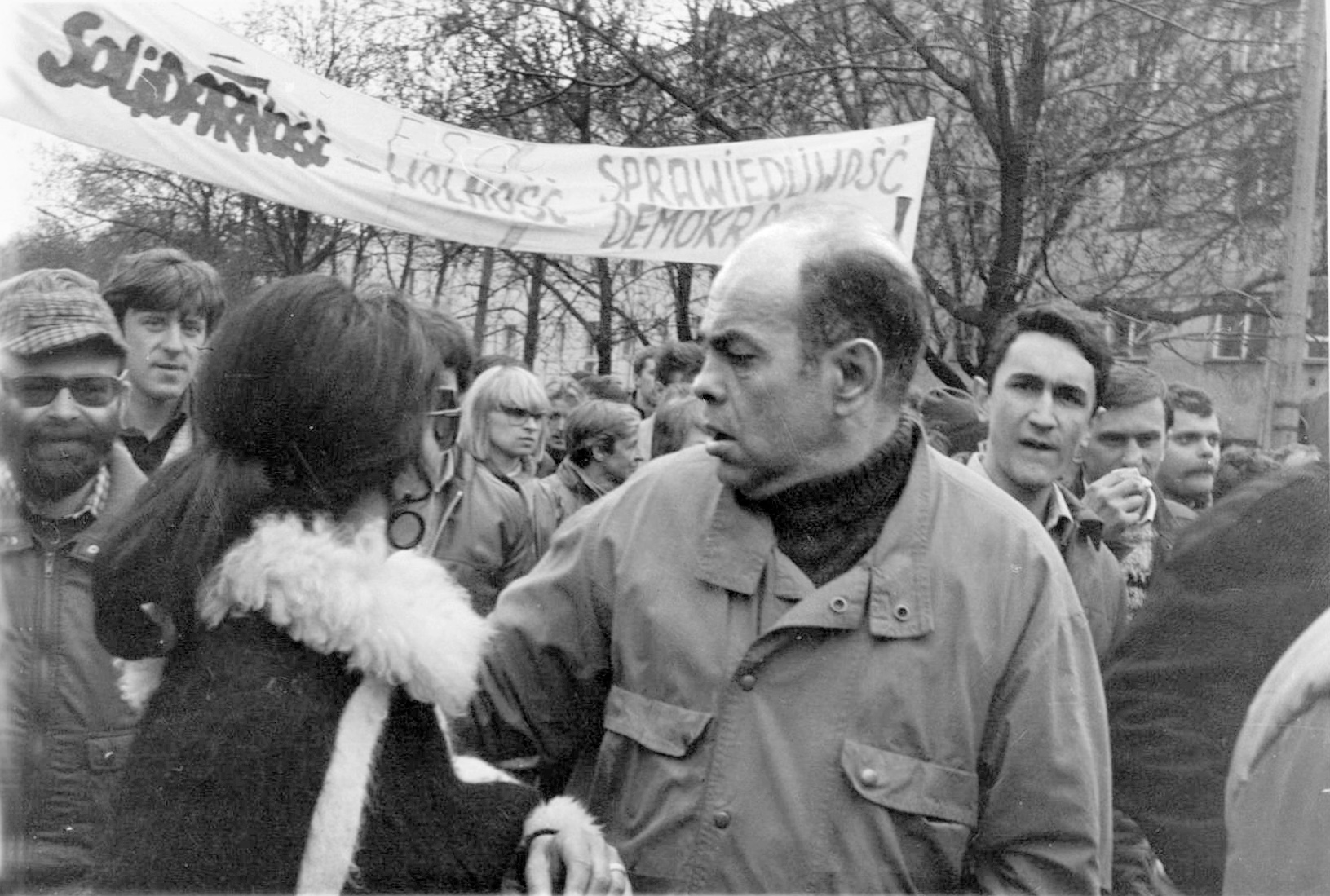
Jacek Kuroń (KO „S”)

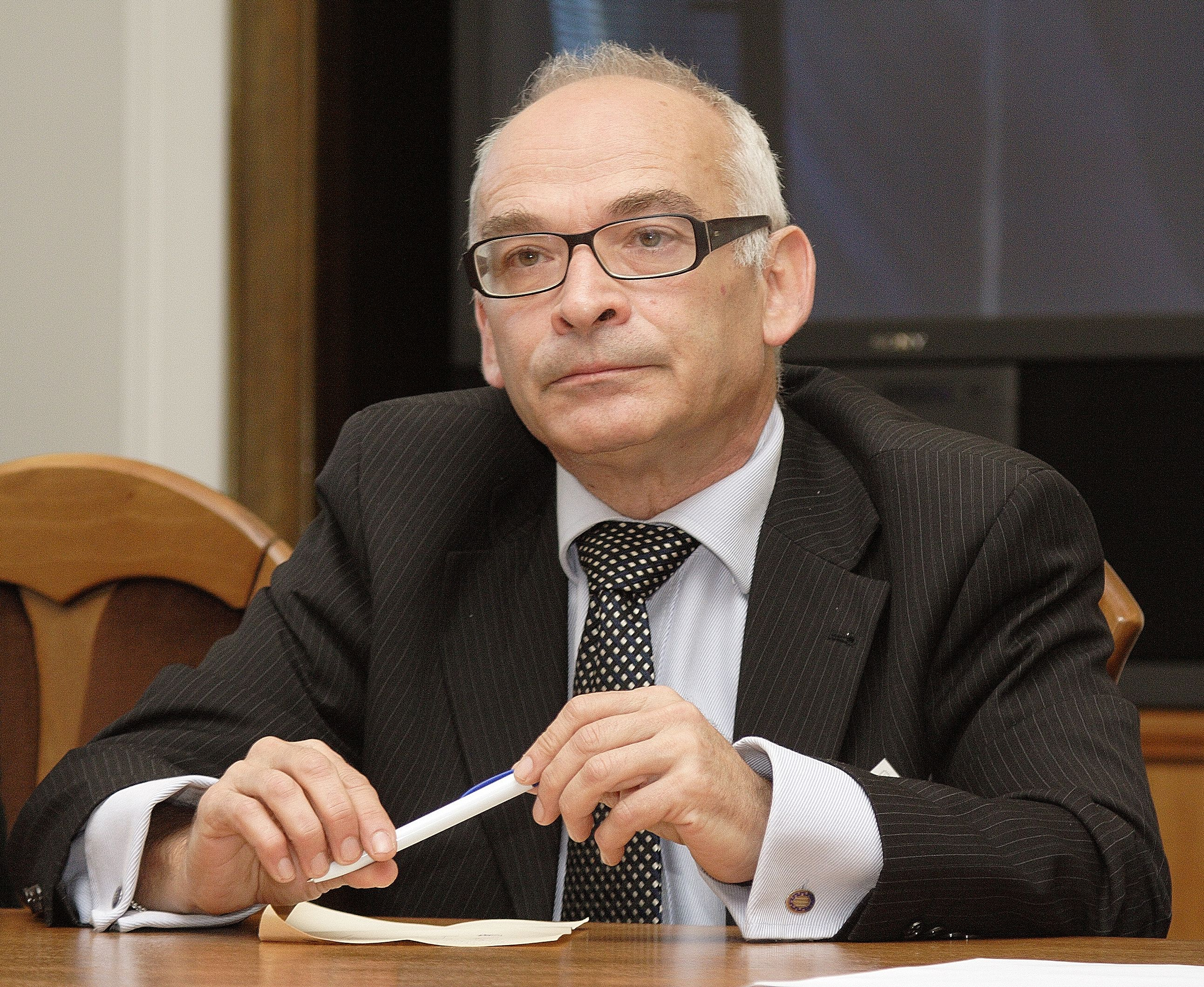
Jan Lityński (KO „S”)

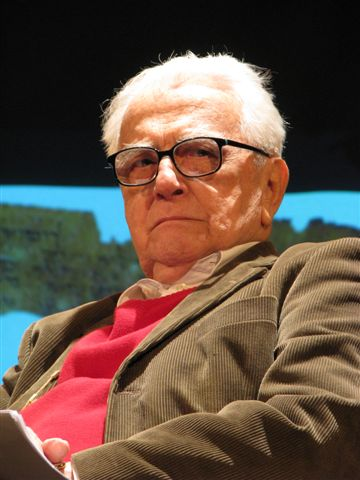
Andrzej Łapicki (KO „S”)

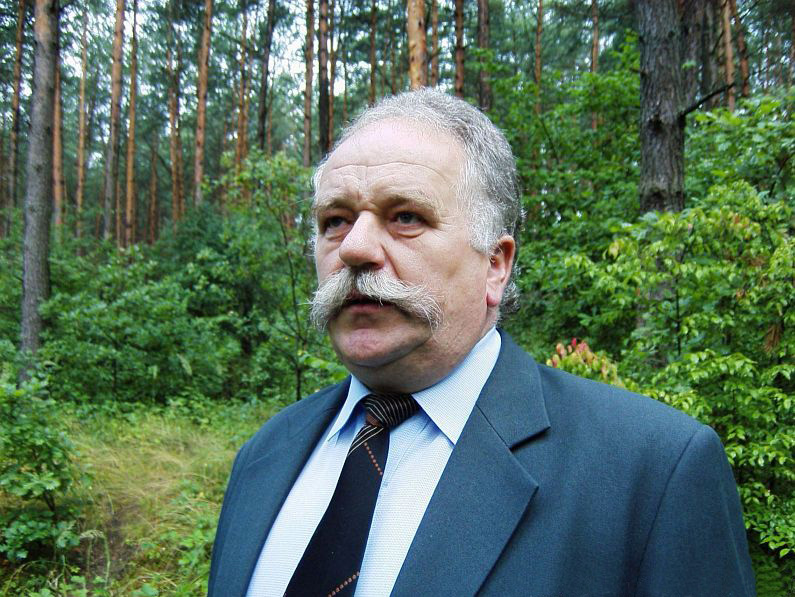
Stanisław Majdański (KO „S”)

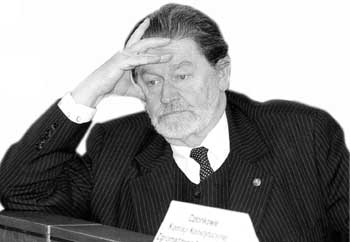
Aleksander Małachowski (KO „S”)

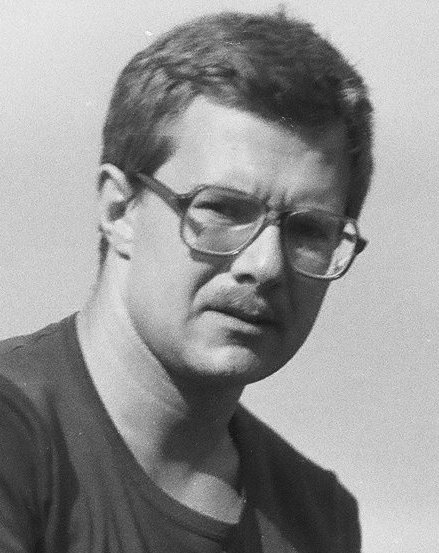
Jacek Merkel (KO „S”)

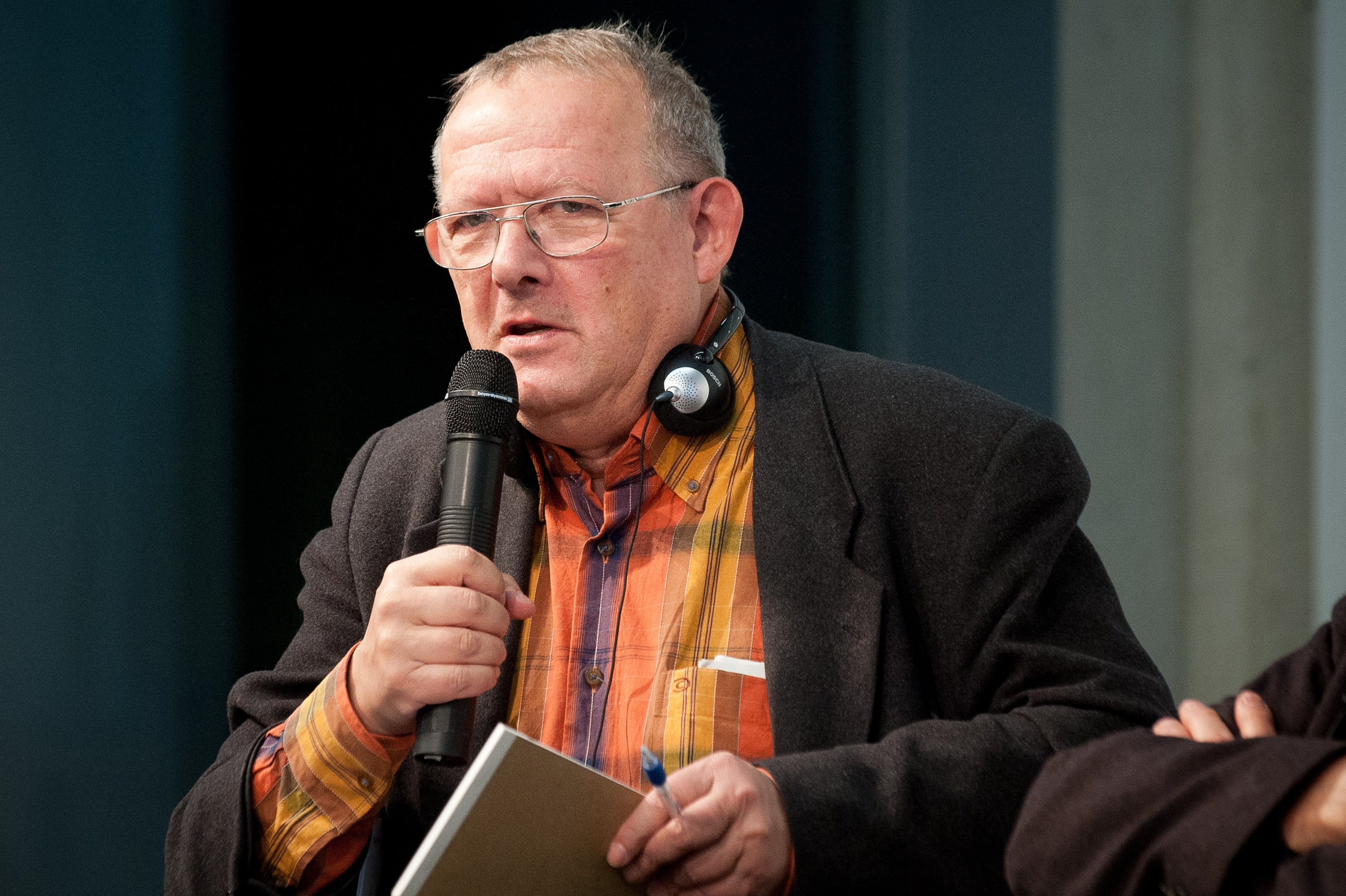
Adam Michnik (KO „S”)

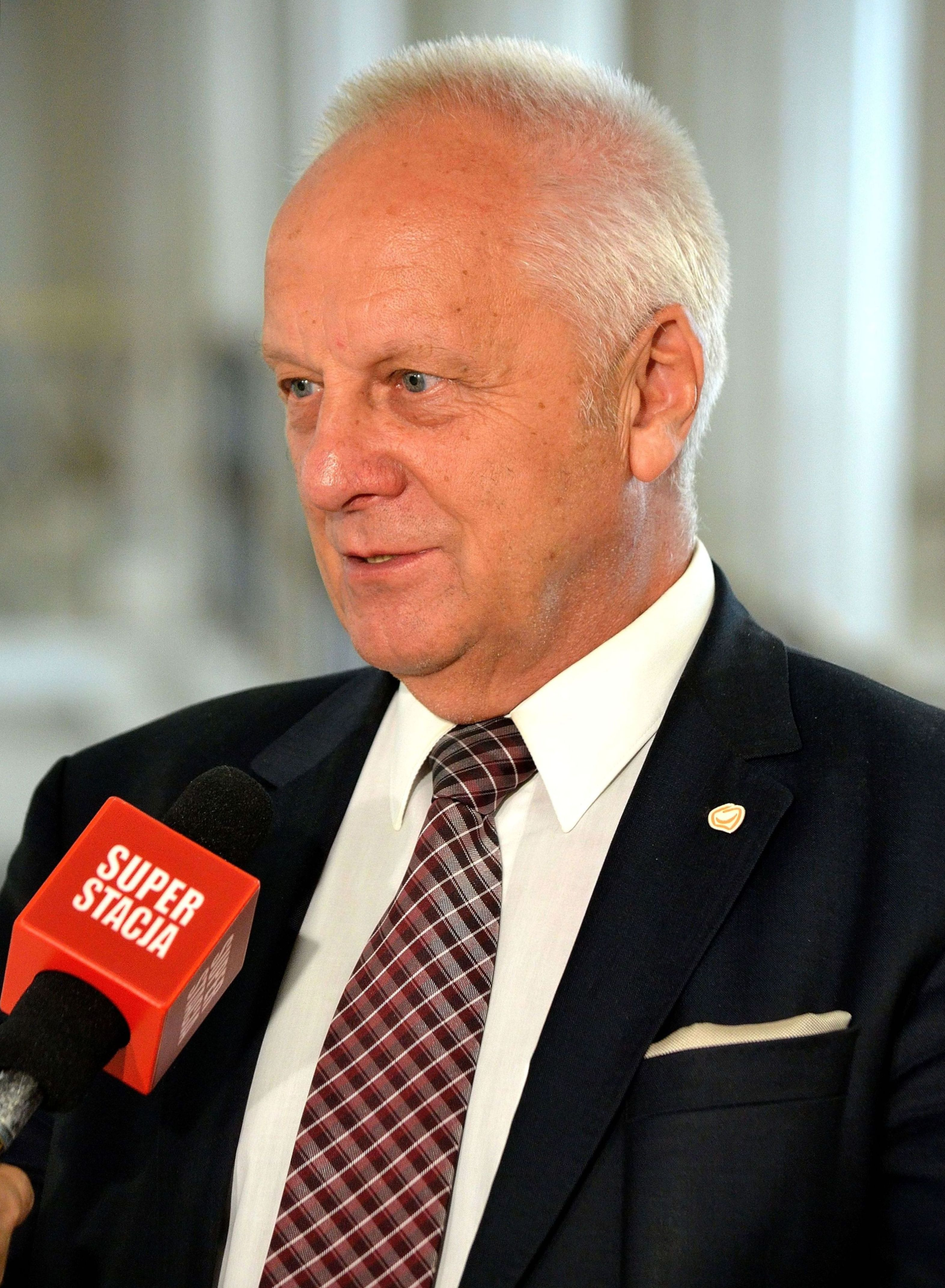
Stefan Niesiołowski (KO „S”)

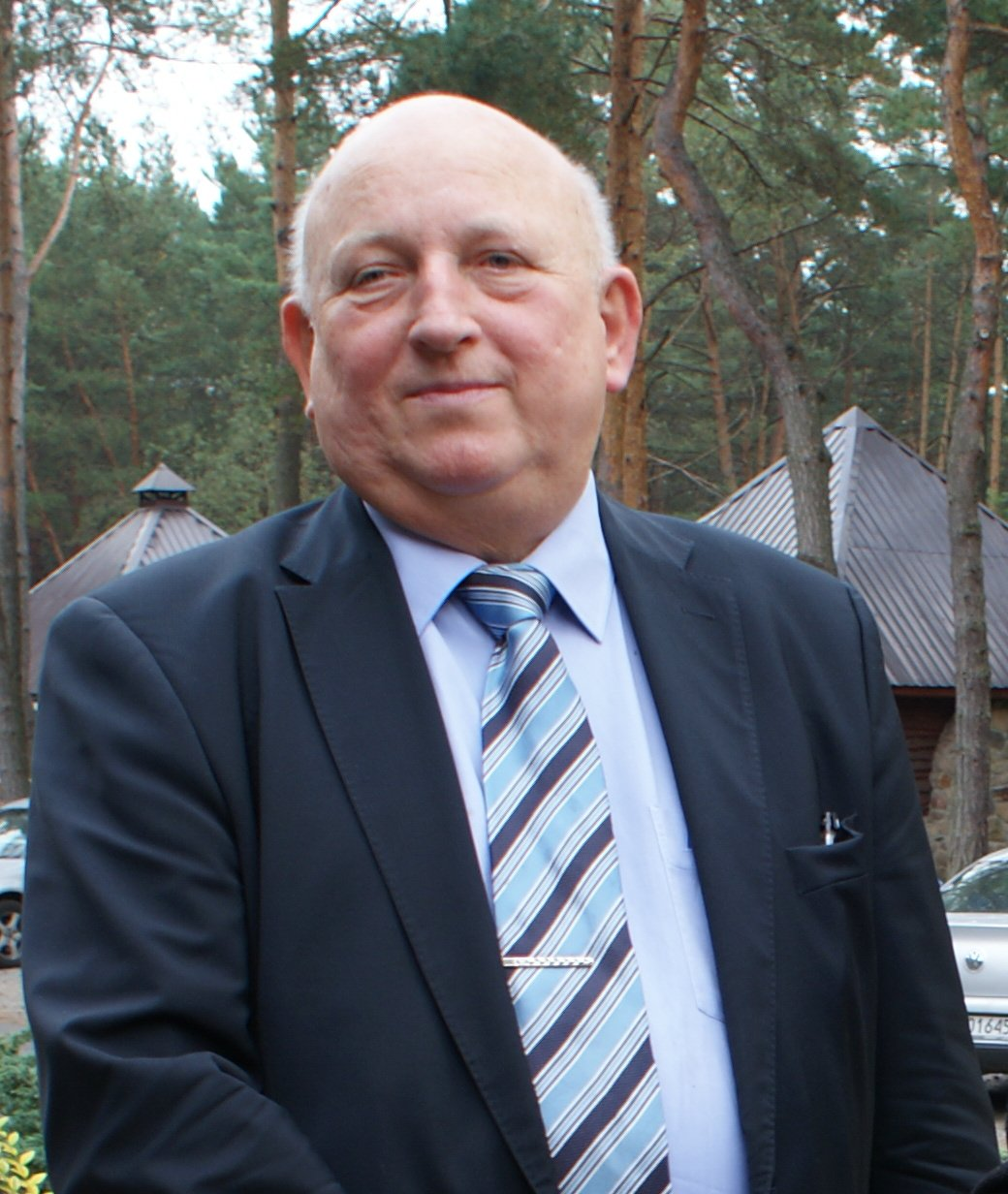
Józef Oleksy (PZPR)

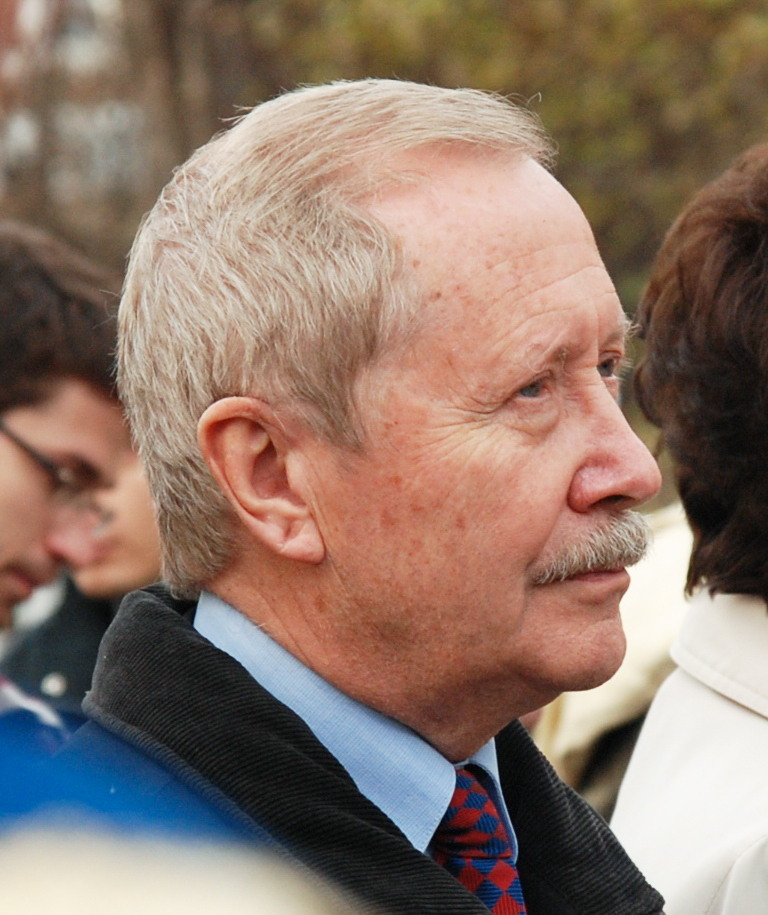
Janusz Onyszkiewicz (KO „S”)

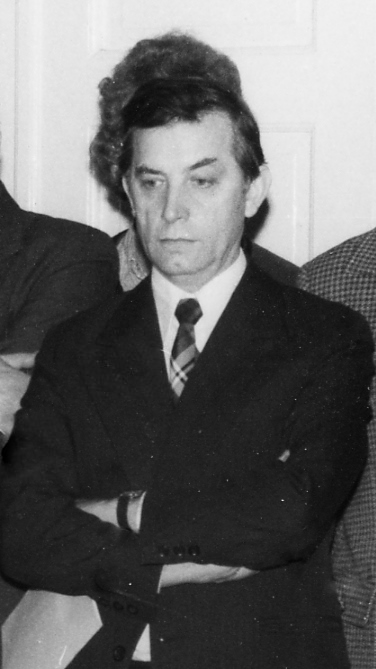
Marian Orzechowski (PZPR)

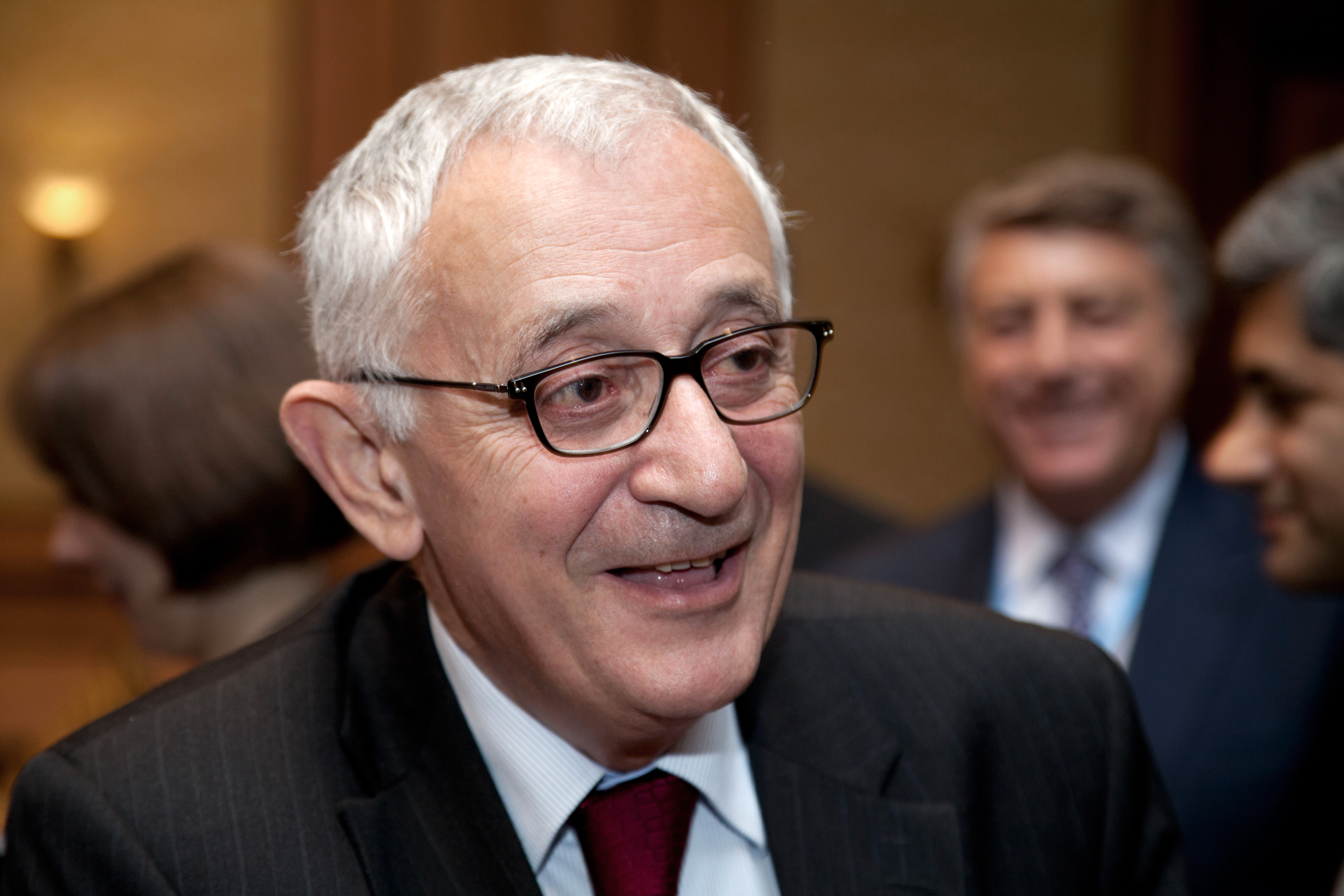
Jerzy Osiatyński (KO „S”)

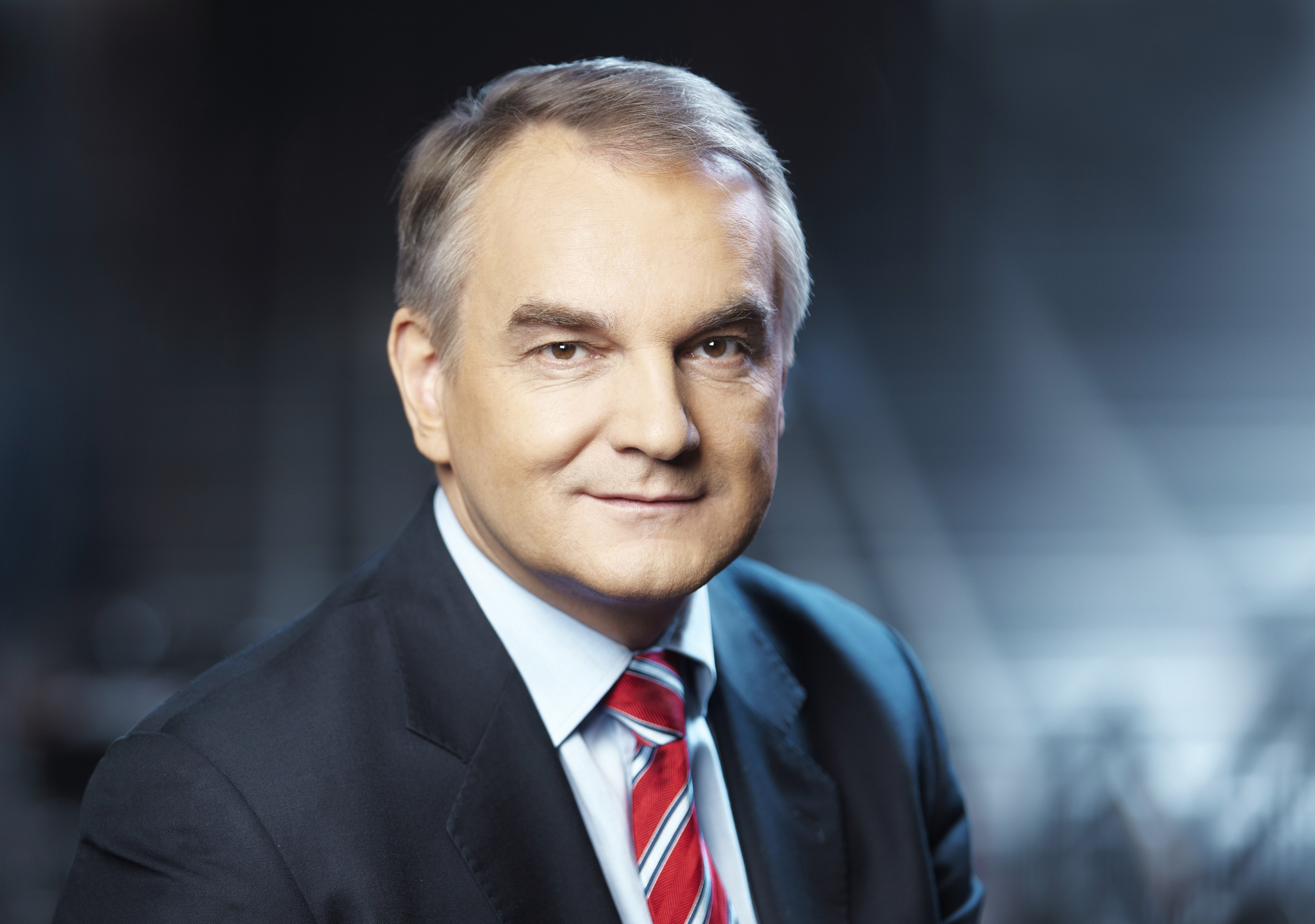
Waldemar Pawlak (ZSL)

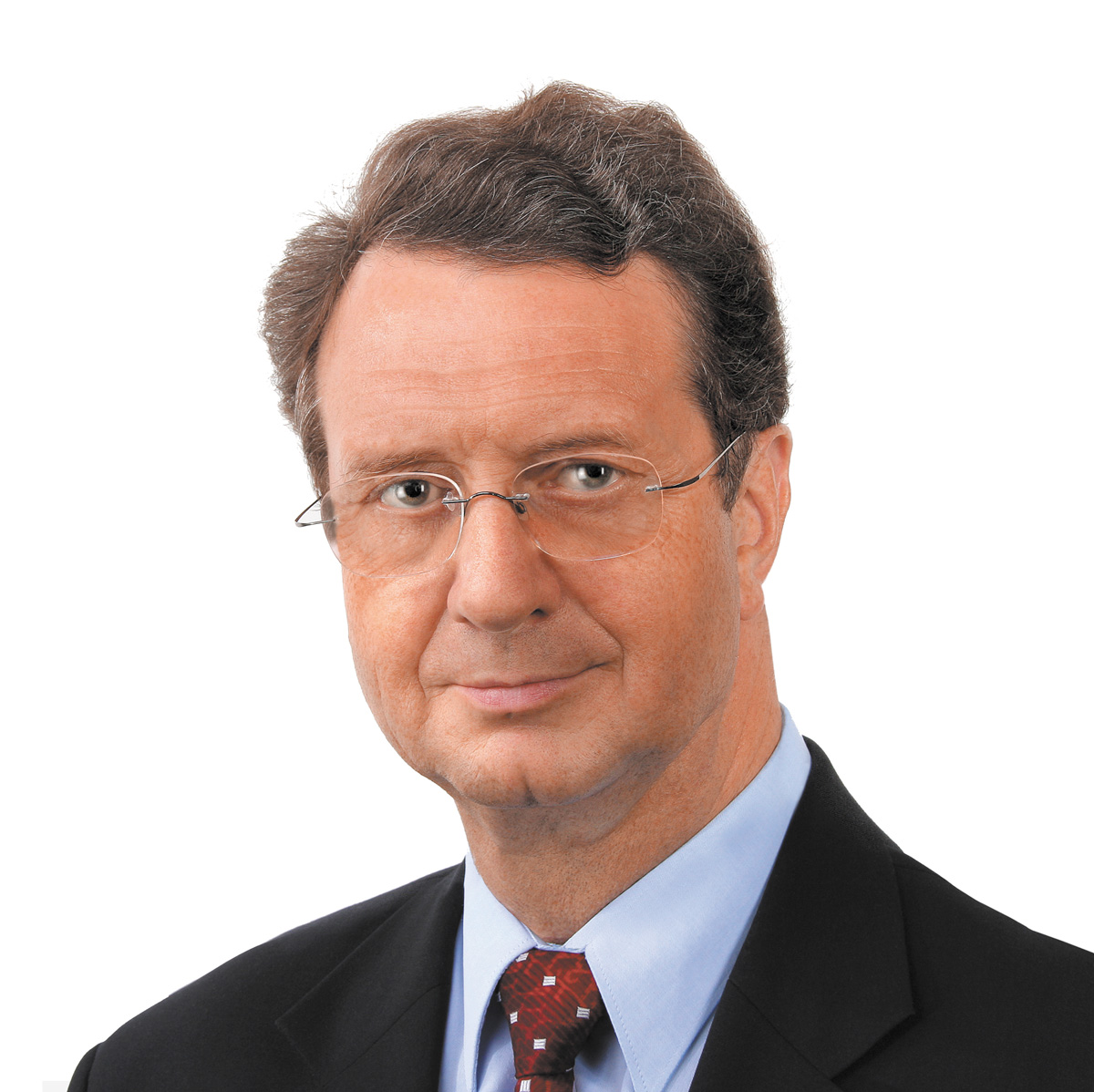
Marek Pol (PZPR)

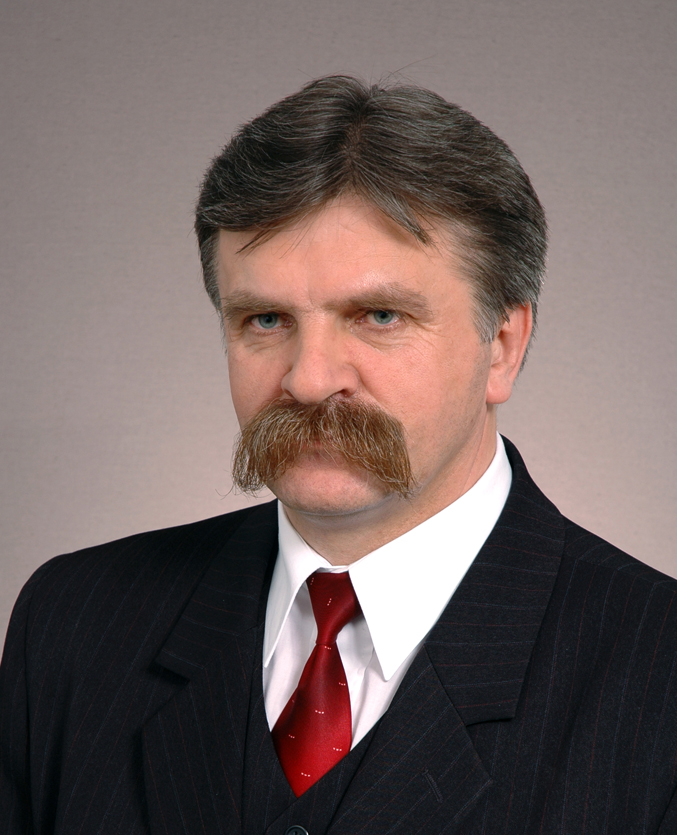
Krzysztof Putra (KO „S”)

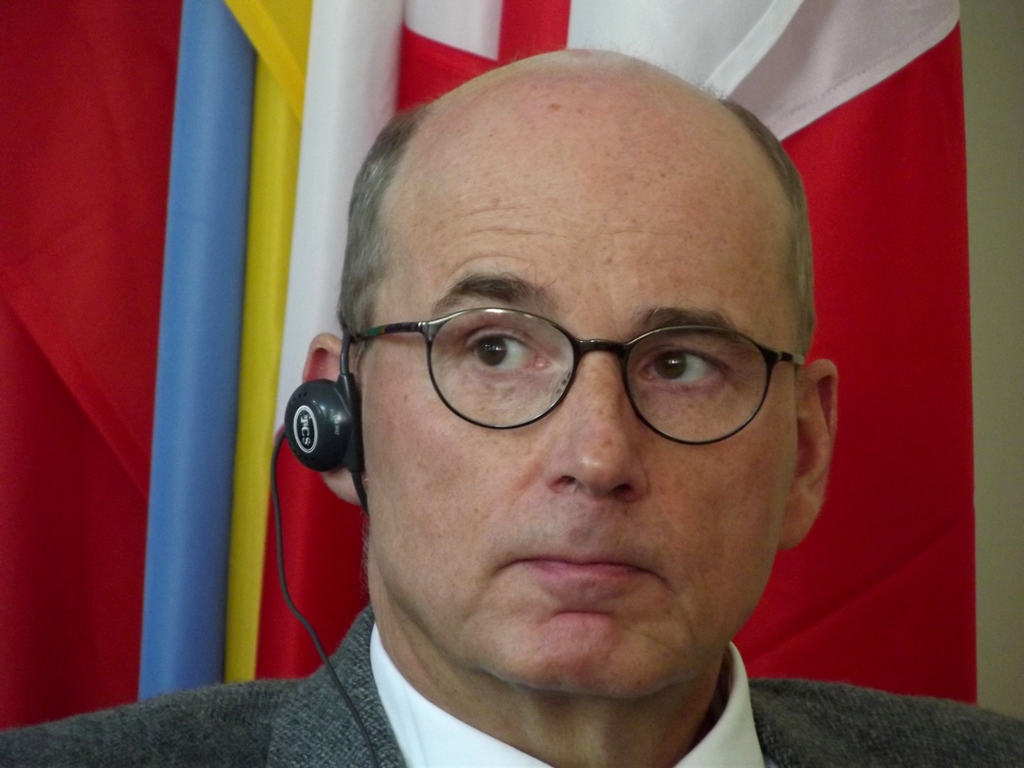
Jan Rokita (KO „S”)

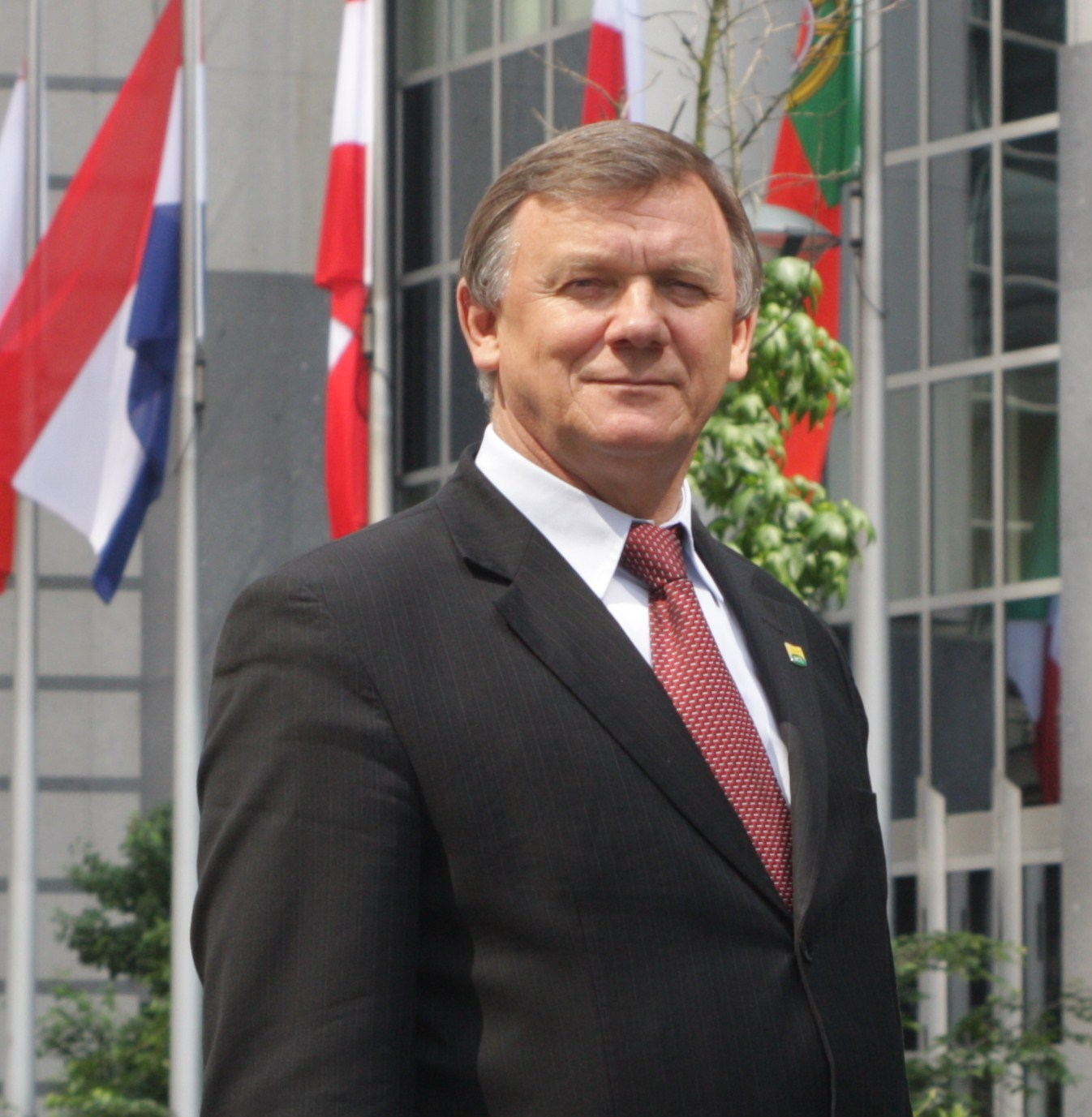
Władysław Serafin (PZPR)

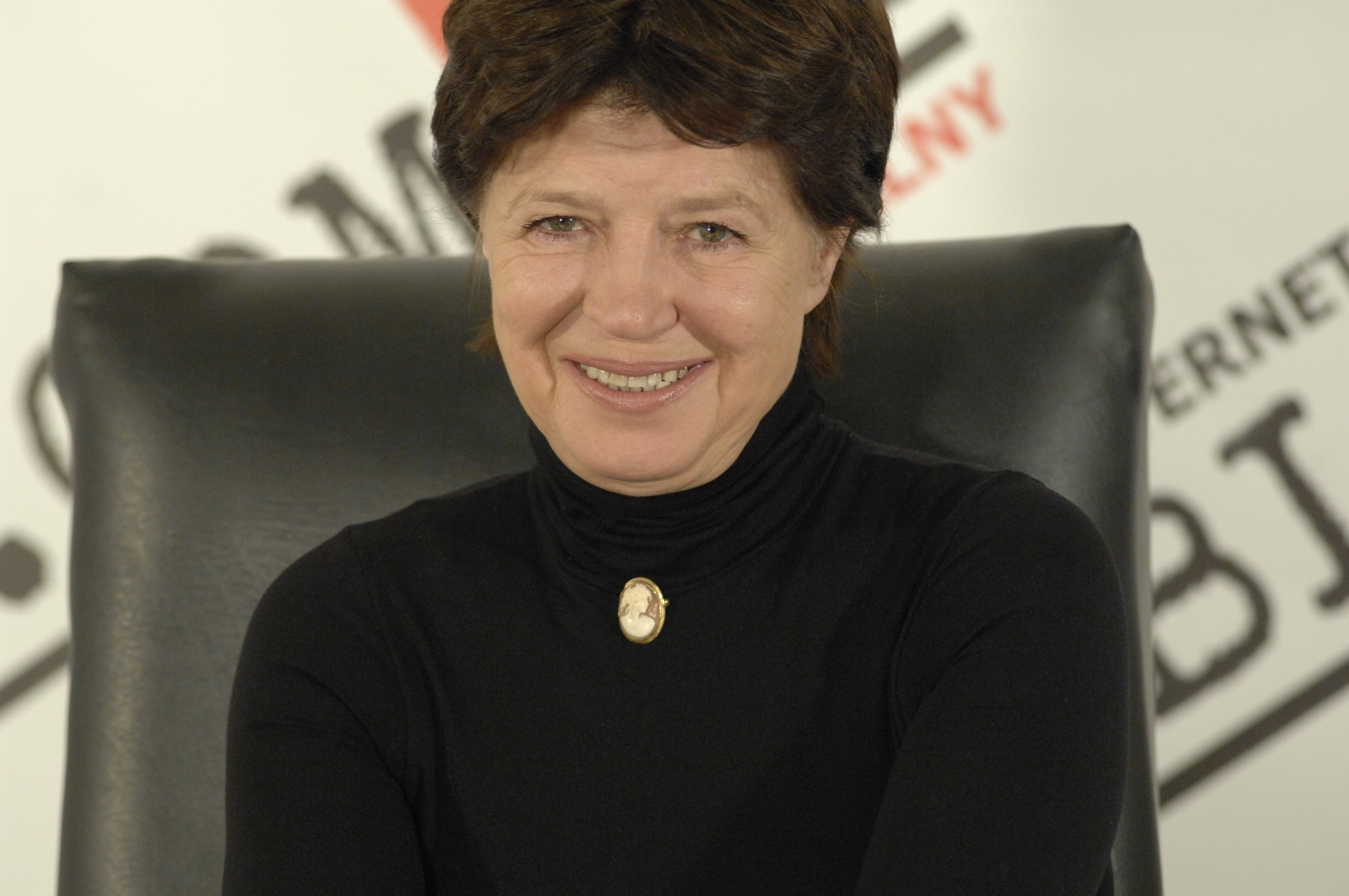
Izabella Sierakowska (PZPR)

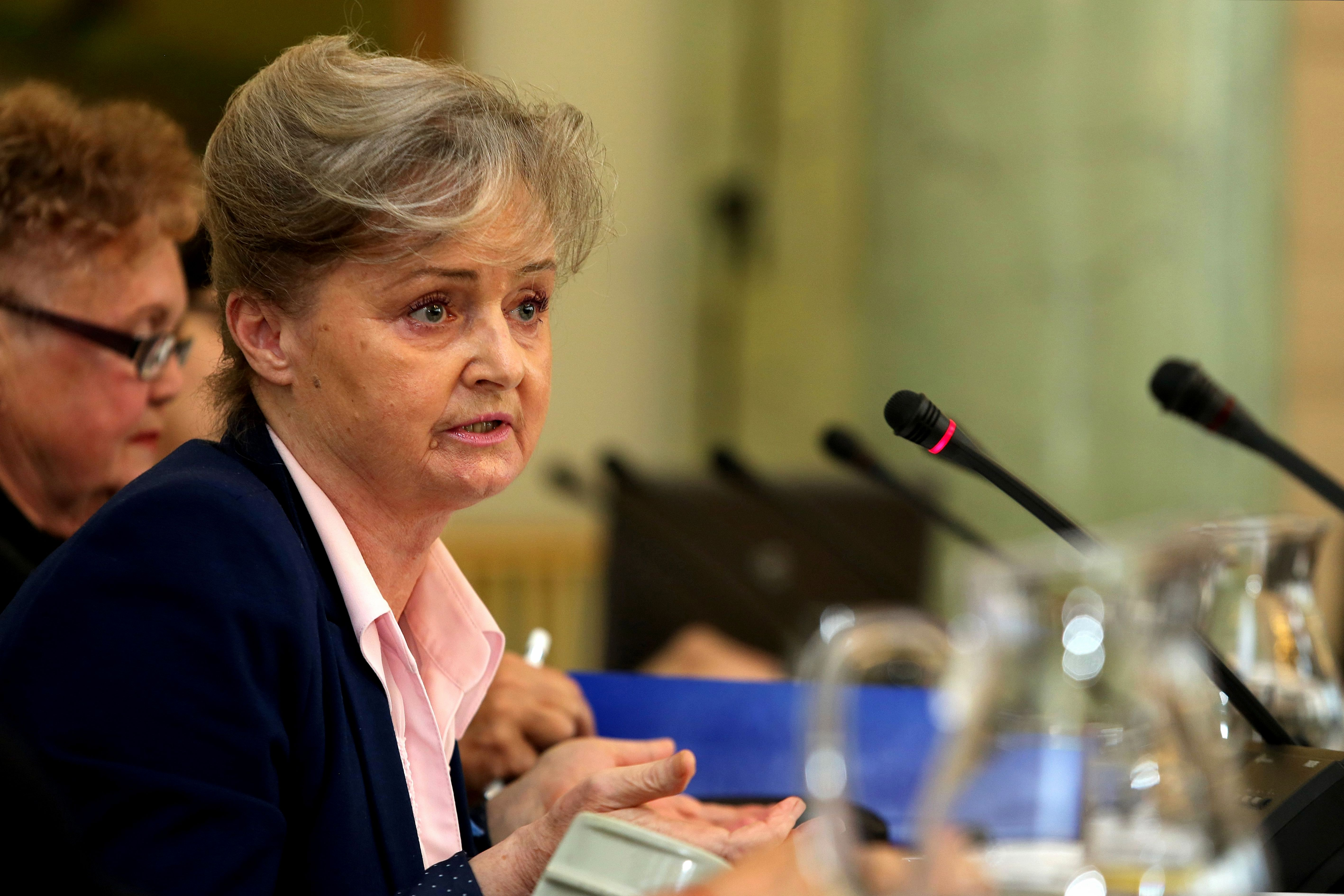
Grażyna Staniszewska (KO „S”)

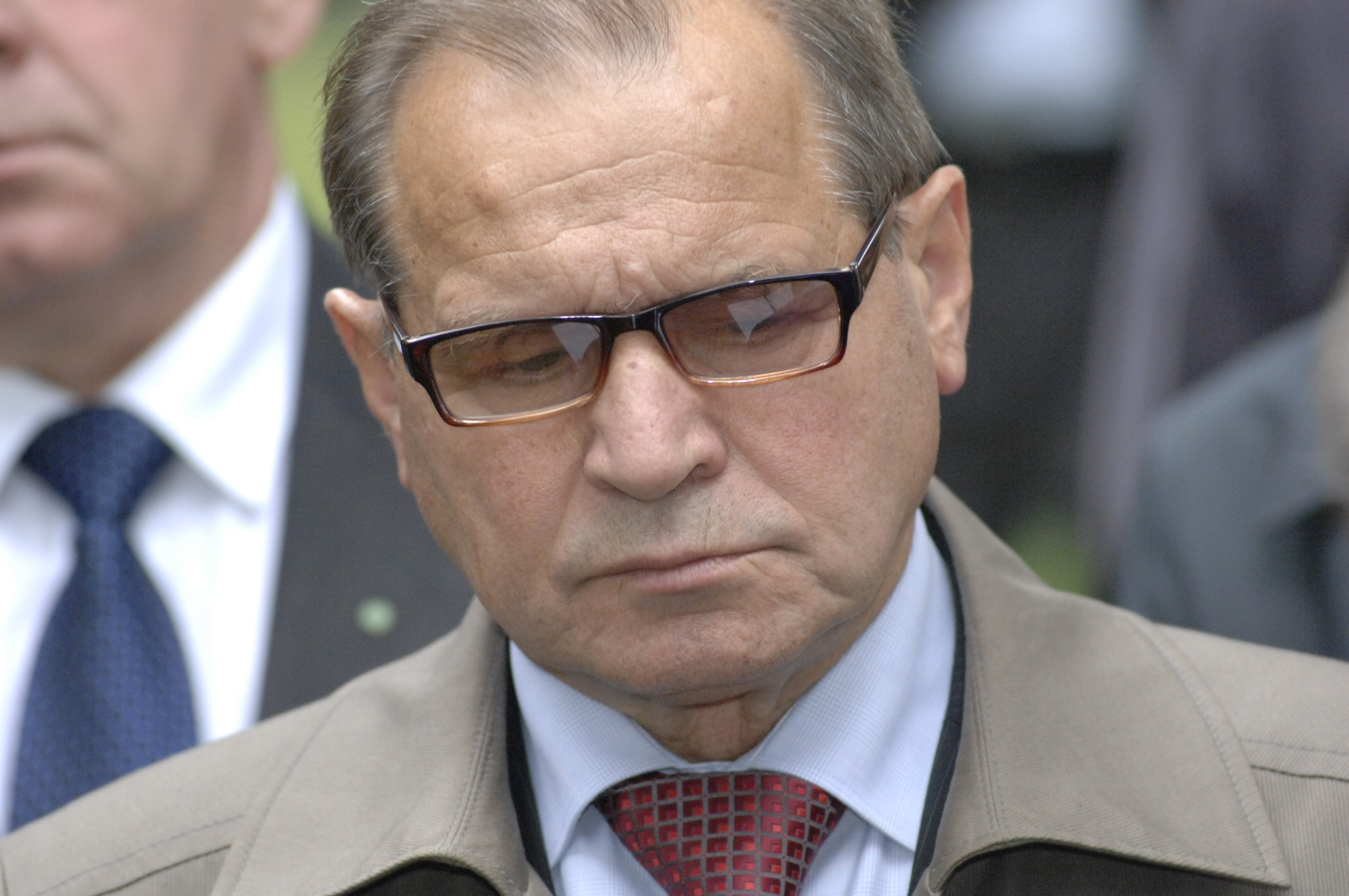
Franciszek Stefaniuk (ZSL)

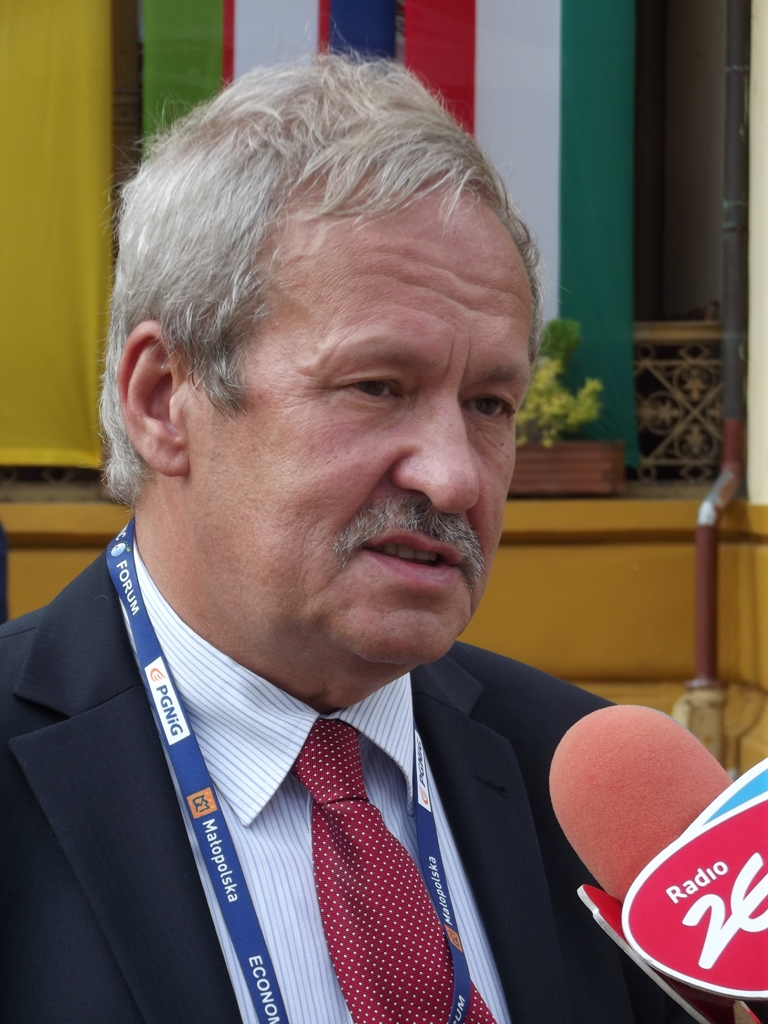
Janusz Steinhoff (KO „S”)

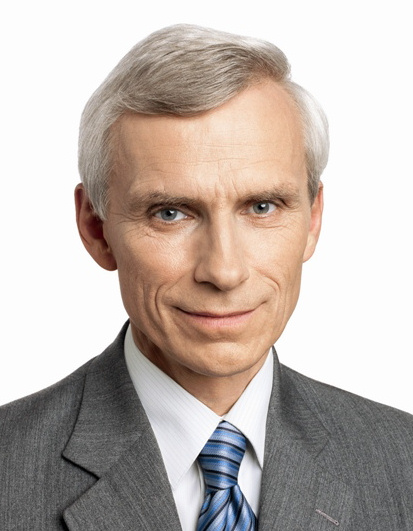
Marcin Święcicki (PZPR)

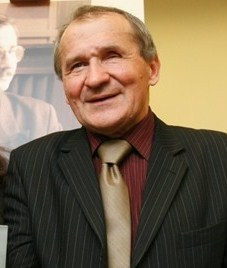
Henryk Wujec (KO „S”)

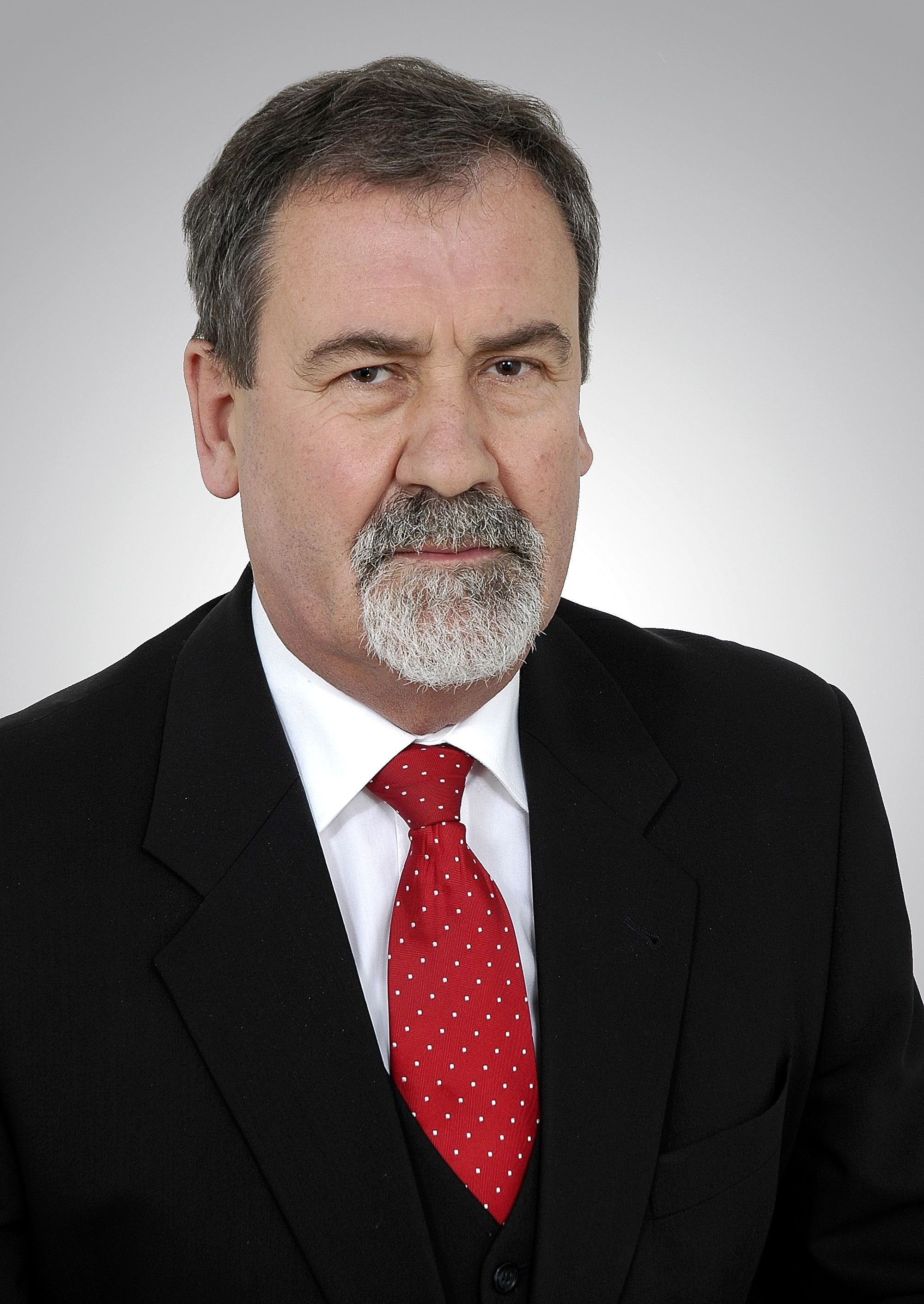
Jan Wyrowiński (KO „S”)

Pogrubieniem wyróżniono imiona i nazwiska posłów wyłonionych w I turze wyborów.

Kolorem szarym wyróżniono posłów, których mandat wygasł w czasie trwania kadencji izby.
| Numer okręgu | Okręg                   | Numer mandatu | Wybrany poseł                     |             | Przeznaczenie mandatu |
| ------------ | ----------------------- | ------------- | --------------------------------- | ----------- | --------------------- |
| –            | Krajowa lista wyborcza  | –             | Mikołaj Kozakiewicz               |             | ZSL                   |
| –            | Krajowa lista wyborcza  | –             | Adam Zieliński                    |             | PZPR                  |
| 1            | Warszawa-Śródmieście    | 1             | Andrzej Bratkowski                | PZPR        |                       |
| 1            | Warszawa-Śródmieście    | 2             | Andrzej Łapicki                   |             | bezpartyjny           |
| 1            | Warszawa-Śródmieście    | 426           | Wojciech Janicki                  |             | „Pax”                 |
| 2            | Warszawa-Mokotów        | 3             | Marcin Święcicki                  |             | PZPR                  |
| 2            | Warszawa-Mokotów        | 4             | Jerzy Nowakowski                  | PZPR        |                       |
| 2            | Warszawa-Mokotów        | 5             | Stefan Bieliński                  |             | SD                    |
| 2            | Warszawa-Mokotów        | 6             | Józef Wójcik                      |             | „Pax”                 |
| 2            | Warszawa-Mokotów        | 7             | Andrzej Miłkowski                 |             | bezpartyjny           |
| 3            | Warszawa-Ochota         | 8             | Wiesław Kaczmarek                 |             | PZPR                  |
| 3            | Warszawa-Ochota         | 9             | Anna Szymańska-Kwiatkowska        | PZPR        |                       |
| 3            | Warszawa-Ochota         | 10            | Lech Paprzycki                    |             | ZSL                   |
| 3            | Warszawa-Ochota         | 11            | Zbigniew Janas                    |             | bezpartyjny           |
| 4            | Warszawa-Wola           | 12            | Jan Wróbel                        |             | PZPR                  |
| 4            | Warszawa-Wola           | 13            | Wawrzyniec Dominiak               | PZPR        |                       |
| 4            | Warszawa-Wola           | 14            | Jacek Ambroziak                   |             | bezpartyjny           |
| 4            | Warszawa-Wola           | 15            | Jerzy Dyner                       | bezpartyjny |                       |
| 4            | Warszawa-Wola           | 427           | Krzysztof Bielecki                |             | UChS                  |
| 5            | Warszawa-Żoliborz       | 16            | Andrzej Wieczorkiewicz            |             | PZPR                  |
| 5            | Warszawa-Żoliborz       | 17            | Jacek Kuroń                       |             | bezpartyjny           |
| 5            | Warszawa-Żoliborz       | 428           | Zbigniew Sobotka                  |             | PZPR                  |
| 6            | Warszawa-Praga-Północ   | 18            | Bernard Kasprzak                  | PZPR        |                       |
| 6            | Warszawa-Praga-Północ   | 19            | Anna Bukowska                     | PZPR        |                       |
| 6            | Warszawa-Praga-Północ   | 20            | Włodzimierz Krajewski             |             | ZSL                   |
| 6            | Warszawa-Praga-Północ   | 21            | Wojciech Polak                    |             | PZKS                  |
| 6            | Warszawa-Praga-Północ   | 22            | Janusz Byliński                   |             | bezpartyjny           |
| 7            | Warszawa-Praga-Południe | 23            | Ryszard Wojciechowski             |             | PZPR                  |
| 7            | Warszawa-Praga-Południe | 24            | Henryk Chmielewski                | PZPR        |                       |
| 7            | Warszawa-Praga-Południe | 25            | Andrzej Sidor                     | PZPR        |                       |
| 7            | Warszawa-Praga-Południe | 26            | Ryszard Bugaj                     |             | bezpartyjny           |
| 7            | Warszawa-Praga-Południe | 27            | Maria Sielicka-Gracka             | bezpartyjny |                       |
| 8            | Biała Podlaska          | 28            | Seweryn Ostapiuk                  |             | PZPR                  |
| 8            | Biała Podlaska          | 29            | Franciszek Stefaniuk              |             | ZSL                   |
| 8            | Biała Podlaska          | 30            | Jacek Szymanderski                |             | bezpartyjny           |
| 8            | Biała Podlaska          | 429           | Józef Oleksy                      |             | PZPR                  |
| 9            | Białystok               | 31            | Janusz Szymański                  | PZPR        |                       |
| 9            | Białystok               | 32            | Adam Babul                        |             | ZSL                   |
| 9            | Białystok               | 33            | Jerzy Slezak                      |             | SD                    |
| 9            | Białystok               | 34            | Krzysztof Putra                   |             | bezpartyjny           |
| 10           | Bielsk Podlaski         | 35            | Włodzimierz Cimoszewicz           |             | PZPR                  |
| 10           | Bielsk Podlaski         | 36            | Aleksy Siemieniuk                 |             | ZSL                   |
| 10           | Bielsk Podlaski         | 37            | Eugeniusz Czykwin                 |             | UChS                  |
| 10           | Bielsk Podlaski         | 38            | Jan Beszta-Borowski               |             | bezpartyjny           |
| 11           | Bielsko-Biała           | 39            | Jan Wnuk                          |             | PZPR                  |
| 11           | Bielsko-Biała           | 40            | Roman Greń                        | PZPR        |                       |
| 11           | Bielsko-Biała           | 41            | Jan Knoppek                       |             | SD                    |
| 11           | Bielsko-Biała           | 42            | Grażyna Staniszewska              |             | bezpartyjny           |
| 11           | Bielsko-Biała           | 43            | Janusz Okrzesik                   | bezpartyjny |                       |
| 12           | Andrychów               | 44            | Stanisław Bibrzycki               |             | PZPR                  |
| 12           | Andrychów               | 45            | Czesław Kastelik                  | PZPR        |                       |
| 12           | Andrychów               | 46            | Edward Baścik                     |             | ZSL                   |
| 12           | Andrychów               | 47            | Michał Caputa                     |             | bezpartyjny           |
| 12           | Andrychów               | 48            | Andrzej Sikora                    | bezpartyjny |                       |
| 13           | Bydgoszcz               | 49            | Henryk Kaczmarek                  |             | PZPR                  |
| 13           | Bydgoszcz               | 50            | Dorota Kempka                     | PZPR        |                       |
| 13           | Bydgoszcz               | 51            | Jan Błachnio                      |             | UChS                  |
| 13           | Bydgoszcz               | 52            | Ryszard Helak                     |             | bezpartyjny           |
| 13           | Bydgoszcz               | 430           | Janusz Zemke                      |             | PZPR                  |
| 14           | Chojnice                | 53            | Zbigniew Grugel                   | PZPR        |                       |
| 14           | Chojnice                | 54            | Wojciech Mojzesowicz              |             | ZSL                   |
| 14           | Chojnice                | 55            | Mirosława Grabarkiewicz           |             | SD                    |
| 14           | Chojnice                | 56            | Ignacy Guenther                   |             | bezpartyjny           |
| 14           | Chojnice                | 431           | Tadeusz Marchlik                  |             | „Pax”                 |
| 15           | Inowrocław              | 57            | Anna Bańkowska                    |             | PZPR                  |
| 15           | Inowrocław              | 58            | Jan Warjan                        |             | ZSL                   |
| 15           | Inowrocław              | 59            | Roman Bartoszcze                  |             | bezpartyjny           |
| 15           | Inowrocław              | 60            | Andrzej Wybrański                 | bezpartyjny |                       |
| 16           | Chełm                   | 61            | Tadeusz Badach                    |             | PZPR                  |
| 16           | Chełm                   | 62            | Zygmunt Karczewski                |             | ZSL                   |
| 16           | Chełm                   | 63            | Eugeniusz Ujas                    |             | bezpartyjny           |
| 16           | Chełm                   | 432           | Zdzisław Zambrzycki               |             | ZSL                   |
| 17           | Ciechanów               | 64            | Irena Chojnacka                   |             | PZPR                  |
| 17           | Ciechanów               | 65            | Ryszard Pidek                     | PZPR        |                       |
| 17           | Ciechanów               | 66            | Witold Chrzanowski                |             | ZSL                   |
| 17           | Ciechanów               | 67            | Urszula Jarosz                    |             | UChS                  |
| 17           | Ciechanów               | 68            | Stanisław Węgłowski               |             | bezpartyjny           |
| 18           | Częstochowa             | 69            | Ryszard Gajewski                  |             | PZKS                  |
| 18           | Częstochowa             | 70            | Marek Boral                       |             | PZPR                  |
| 18           | Częstochowa             | 71            | Janusz Błaszczyk                  |             | SD                    |
| 18           | Częstochowa             | 72            | Jacek Kasprzyk                    |             | PZPR                  |
| 18           | Częstochowa             | 73            | Jarosław Kapsa                    |             | bezpartyjny           |
| 19           | Lubliniec               | 74            | Ryszard Iwan                      | bezpartyjny |                       |
| 19           | Lubliniec               | 75            | Ireneusz Skubis                   |             | ZSL                   |
| 19           | Lubliniec               | 76            | Władysław Serafin                 |             | PZPR                  |
| 19           | Lubliniec               | 77            | Marek Dziubek                     |             | bezpartyjny           |
| 20           | Elbląg                  | 78            | Jerzy Józefiak                    |             | PZPR                  |
| 20           | Elbląg                  | 79            | Jerzy Bartnicki                   | PZPR        |                       |
| 20           | Elbląg                  | 80            | Barbara Czyż                      |             | ZSL                   |
| 20           | Elbląg                  | 81            | Zdzisław Barański                 |             | SD                    |
| 20           | Elbląg                  | 82            | Edmund Krasowski                  |             | bezpartyjny           |
| 21           | Gdańsk                  | 83            | Tadeusz Fiszbach                  |             | PZPR                  |
| 21           | Gdańsk                  | 84            | Jan Kuligowski                    | PZPR        |                       |
| 21           | Gdańsk                  | 85            | Tadeusz Bień                      |             | SD                    |
| 21           | Gdańsk                  | 86            | Jacek Merkel                      |             | bezpartyjny           |
| 21           | Gdańsk                  | 87            | Jan Bielecki                      | bezpartyjny |                       |
| 22           | Gdynia                  | 88            | Piotr Kołodziejczyk               |             | PZPR                  |
| 22           | Gdynia                  | 89            | Marian Szatybełko                 |             | PZKS                  |
| 22           | Gdynia                  | 90            | Krzysztof Dowgiałło               |             | bezpartyjny           |
| 22           | Gdynia                  | 91            | Czesław Nowak                     | bezpartyjny |                       |
| 23           | Tczew                   | 92            | Aleksander Jurewicz               |             | PZPR                  |
| 23           | Tczew                   | 93            | Jan Zając                         | PZPR        |                       |
| 23           | Tczew                   | 94            | Bogumił Szreder                   |             | ZSL                   |
| 23           | Tczew                   | 95            | Olga Krzyżanowska                 |             | bezpartyjny           |
| 24           | Wejherowo               | 96            | Piotr Lenz                        |             | PZPR                  |
| 24           | Wejherowo               | 97            | Henryk Szarmach                   |             | ZSL                   |
| 24           | Wejherowo               | 98            | Antoni Furtak                     |             | bezpartyjny           |
| 24           | Wejherowo               | 433           | Zbigniew Rudnicki                 |             | SD                    |
| 25           | Gorzów Wielkopolski     | 99            | Ryszard Dyrak                     |             | PZPR                  |
| 25           | Gorzów Wielkopolski     | 100           | Ryszard Kołodziej                 |             | ZSL                   |
| 25           | Gorzów Wielkopolski     | 101           | Stanisław Bożek                   |             | bezpartyjny           |
| 25           | Gorzów Wielkopolski     | 102           | Marek Rusakiewicz                 | bezpartyjny |                       |
| 25           | Gorzów Wielkopolski     | 434           | Jerzy Hopfer                      |             | UChS                  |
| 26           | Choszczno               | 103           | Lucjan Chojecki                   |             | PZPR                  |
| 26           | Choszczno               | 104           | Włodzimierz Mokry                 |             | bezpartyjny           |
| 27           | Jelenia Góra            | 105           | Jerzy Modrzejewski                |             | PZPR                  |
| 27           | Jelenia Góra            | 106           | Teresa Malczewska                 |             | ZSL                   |
| 27           | Jelenia Góra            | 107           | Roman Niegosz                     |             | bezpartyjny           |
| 28           | Bolesławiec             | 108           | Jerzy Gołaczyński                 |             | PZPR                  |
| 28           | Bolesławiec             | 109           | Jan Kisiliczyk                    |             | bezpartyjny           |
| 28           | Bolesławiec             | 110           | Zbigniew Bobak                    | bezpartyjny |                       |
| 29           | Kalisz                  | 111           | Edward Horoszkiewicz              |             | PZPR                  |
| 29           | Kalisz                  | 112           | Czesław Kurzajewski               |             | bezpartyjny           |
| 29           | Kalisz                  | 113           | Józef Sałata                      | bezpartyjny |                       |
| 29           | Kalisz                  | 435           | Czesław Skowroński                |             | PZPR                  |
| 30           | Ostrów Wielkopolski     | 114           | Marian Janicki                    | PZPR        |                       |
| 30           | Ostrów Wielkopolski     | 115           | Tadeusz Sytek                     |             | ZSL                   |
| 30           | Ostrów Wielkopolski     | 116           | Jerzy Koralewski                  |             | bezpartyjny           |
| 30           | Ostrów Wielkopolski     | 436           | Iwona Lubowska                    |             | PZPR                  |
| 31           | Kępno                   | 117           | Andrzej Grzyb                     |             | ZSL                   |
| 31           | Kępno                   | 118           | Bohdan Pilarski                   |             | bezpartyjny           |
| 32           | Katowice                | 119           | Herbert Gabryś                    |             | PZPR                  |
| 32           | Katowice                | 120           | Teresa Czarnik-Sojka              | PZPR        |                       |
| 32           | Katowice                | 121           | Jerzy Rusecki                     |             | SD                    |
| 32           | Katowice                | 122           | Szczepan Balicki                  |             | „Pax”                 |
| 32           | Katowice                | 123           | Walerian Pańko                    |             | bezpartyjny           |
| 33           | Sosnowiec               | 124           | Ireneusz Sekuła                   |             | PZPR                  |
| 33           | Sosnowiec               | 125           | Jerzy Gil                         |             | bezpartyjny           |
| 33           | Sosnowiec               | 126           | Mirosław Nowakowski               |             | SD                    |
| 33           | Sosnowiec               | 127           | Jan Dudziak                       |             | PZPR                  |
| 34           | Jaworzno                | 128           | Michał Zbylut                     | PZPR        |                       |
| 34           | Jaworzno                | 129           | Zbigniew Drela                    |             | bezpartyjny           |
| 34           | Jaworzno                | 130           | Ryszard Kosowski                  |             | PZPR                  |
| 34           | Jaworzno                | 437           | Józef Starczynowski               |             | PZKS                  |
| 35           | Dąbrowa Górnicza        | 131           | Małgorzata Węgrzyn                |             | PZPR                  |
| 35           | Dąbrowa Górnicza        | 132           | Czesław Kawecki                   | PZPR        |                       |
| 35           | Dąbrowa Górnicza        | 133           | Jacek Soska                       |             | ZSL                   |
| 35           | Dąbrowa Górnicza        | 134           | Czesław Robakowski                |             | bezpartyjny           |
| 36           | Bytom                   | 135           | Zenon Pigoń                       | bezpartyjny |                       |
| 36           | Bytom                   | 136           | Tadeusz Kijonka                   |             | PZPR                  |
| 36           | Bytom                   | 137           | Piotr Polmański                   |             | bezpartyjny           |
| 36           | Bytom                   | 138           | Stefan Wanot                      |             | PZPR                  |
| 36           | Bytom                   | 139           | Adam Michnik                      |             | bezpartyjny           |
| 37           | Gliwice                 | 140           | Ryszard Jankowski                 |             | PZPR                  |
| 37           | Gliwice                 | 141           | Elżbieta Seferowicz               |             | bezpartyjny           |
| 37           | Gliwice                 | 142           | Jan Szlachta                      |             | PZPR                  |
| 37           | Gliwice                 | 143           | Jan Sroczyński                    | PZPR        |                       |
| 37           | Gliwice                 | 144           | Janusz Steinhoff                  |             | bezpartyjny           |
| 38           | Chorzów                 | 145           | Maria Gomola                      |             | PZPR                  |
| 38           | Chorzów                 | 146           | Barbara Blida                     | PZPR        |                       |
| 38           | Chorzów                 | 147           | Bogdan Szczygieł                  | PZPR        |                       |
| 38           | Chorzów                 | 148           | Anna Knysok                       |             | bezpartyjny           |
| 38           | Chorzów                 | 149           | Stefania Czupała-Hołoga           |             | PZKS                  |
| 39           | Tychy                   | 150           | Jan Rzymełka                      |             | bezpartyjny           |
| 39           | Tychy                   | 151           | Sebastian Czypionka               |             | PZPR                  |
| 39           | Tychy                   | 152           | Stefan Sobieszczański             |             | bezpartyjny           |
| 39           | Tychy                   | 153           | Stanisław Gałeczka                |             | PZPR                  |
| 39           | Tychy                   | 154           | Bolesław Twaróg                   |             | bezpartyjny           |
| 40           | Rybnik                  | 155           | Joachim Masarczyk                 |             | PZPR                  |
| 40           | Rybnik                  | 156           | Waldemar Tokarz                   | PZPR        |                       |
| 40           | Rybnik                  | 157           | Czesław Sobierajski               |             | bezpartyjny           |
| 40           | Rybnik                  | 158           | Jerzy Wuttke                      | bezpartyjny |                       |
| 40           | Rybnik                  | 438           | Stefan Mleczko                    |             | PZPR                  |
| 41           | Wodzisław Śląski        | 159           | Stanisława Krauz                  |             | bezpartyjny           |
| 41           | Wodzisław Śląski        | 160           | Henryk Sienkiewicz                | bezpartyjny |                       |
| 41           | Wodzisław Śląski        | 161           | Wilhelm Wolnik                    |             | PZPR                  |
| 41           | Wodzisław Śląski        | 162           | Wiesława Kiermaszek-Lamla         |             | ZSL                   |
| 41           | Wodzisław Śląski        | 439           | Sławomir Wiatr                    |             | PZPR                  |
| 42           | Kielce                  | 163           | Adam Brodecki                     | PZPR        |                       |
| 42           | Kielce                  | 164           | Stanisław Wiąckowski              |             | ZSL                   |
| 42           | Kielce                  | 165           | Kazimierz Ujazdowski              |             | SD                    |
| 42           | Kielce                  | 166           | Juliusz Braun                     |             | bezpartyjny           |
| 42           | Kielce                  | 167           | Edward Rzepka                     | bezpartyjny |                       |
| 43           | Skarżysko-Kamienna      | 168           | Waldemar Komorowski               |             | PZPR                  |
| 43           | Skarżysko-Kamienna      | 169           | Sławomir Kopański                 | PZPR        |                       |
| 43           | Skarżysko-Kamienna      | 170           | Michał Chałoński                  |             | bezpartyjny           |
| 43           | Skarżysko-Kamienna      | 171           | Adam Mitura                       | bezpartyjny |                       |
| 43           | Skarżysko-Kamienna      | 440           | Jerzy Karpacz                     |             | PZPR                  |
| 44           | Pińczów                 | 172           | Bohdan Głuchowski                 | PZPR        |                       |
| 44           | Pińczów                 | 173           | Włodzimierz Wiertek               |             | ZSL                   |
| 44           | Pińczów                 | 174           | Tadeusz Kowalczyk                 |             | bezpartyjny           |
| 44           | Pińczów                 | 175           | Maria Stolzman                    | bezpartyjny |                       |
| 45           | Konin                   | 176           | Henryk Janasek                    |             | PZPR                  |
| 45           | Konin                   | 177           | Romualda Matusiak                 | PZPR        |                       |
| 45           | Konin                   | 178           | Zdzisław Domański                 |             | ZSL                   |
| 45           | Konin                   | 179           | Andrzej Arendarski                |             | bezpartyjny           |
| 45           | Konin                   | 180           | Jerzy Żurawiecki                  | bezpartyjny |                       |
| 46           | Koszalin                | 181           | Stefan Gębicki                    |             | PZPR                  |
| 46           | Koszalin                | 182           | Zbigniew Puzewicz                 | PZPR        |                       |
| 46           | Koszalin                | 183           | Franciszek Sak                    |             | bezpartyjny           |
| 46           | Koszalin                | 441           | Marian Orzechowski                |             | PZPR                  |
| 47           | Szczecinek              | 184           | Zofia Wilczyńska                  | PZPR        |                       |
| 47           | Szczecinek              | 185           | Stefan Ryder                      |             | ZSL                   |
| 47           | Szczecinek              | 186           | Bogusław Pałka                    |             | bezpartyjny           |
| 47           | Szczecinek              | 442           | Tadeusz Jemioło                   |             | PZPR                  |
| 48           | Kraków-Śródmieście      | 187           | Jerzy Gajda                       | PZPR        |                       |
| 48           | Kraków-Śródmieście      | 188           | Ludwik Bernacki                   | PZPR        |                       |
| 48           | Kraków-Śródmieście      | 189           | Andrzej Bajołek                   |             | ZSL                   |
| 48           | Kraków-Śródmieście      | 190           | Jerzy Zdrada                      |             | bezpartyjny           |
| 48           | Kraków-Śródmieście      | 443           | Wiesław Woda                      |             | ZSL                   |
| 49           | Kraków-Nowa Huta        | 191           | Bolesław Szkutnik                 |             | PZPR                  |
| 49           | Kraków-Nowa Huta        | 192           | Stanisław Mazur                   |             | ZSL                   |
| 49           | Kraków-Nowa Huta        | 193           | Eugeniusz Brzeziński              |             | „Pax”                 |
| 49           | Kraków-Nowa Huta        | 194           | Mieczysław Gil                    |             | bezpartyjny           |
| 49           | Kraków-Nowa Huta        | 195           | Edward Nowak                      | bezpartyjny |                       |
| 50           | Kraków-Podgórze         | 196           | Ryszard Zieliński                 |             | PZPR                  |
| 50           | Kraków-Podgórze         | 197           | Józef Gajewicz                    | PZPR        |                       |
| 50           | Kraków-Podgórze         | 198           | Jan Janowski                      |             | SD                    |
| 50           | Kraków-Podgórze         | 199           | Józefa Hennelowa                  |             | bezpartyjny           |
| 50           | Kraków-Podgórze         | 200           | Jan Rokita                        | bezpartyjny |                       |
| 51           | Krosno                  | 201           | Maria Czenczek                    |             | PZPR                  |
| 51           | Krosno                  | 202           | Zbigniew Balik                    | PZPR        |                       |
| 51           | Krosno                  | 203           | Emilia Pogonowska-Jucha           |             | ZSL                   |
| 51           | Krosno                  | 204           | Paweł Chrupek                     |             | bezpartyjny           |
| 51           | Krosno                  | 205           | Jerzy Osiatyński                  | bezpartyjny |                       |
| 52           | Legnica                 | 206           | Adam Grabowiecki                  |             | ZSL                   |
| 52           | Legnica                 | 207           | Zbigniew Mackiewicz               |             | bezpartyjny           |
| 52           | Legnica                 | 208           | Irmindo Bocheń                    |             | PZPR                  |
| 53           | Lubin                   | 209           | Andrzej Glapiński                 |             | bezpartyjny           |
| 53           | Lubin                   | 210           | Wiesław Chmielarski               |             | PZPR                  |
| 53           | Lubin                   | 211           | Andrzej Kosmalski                 |             | bezpartyjny           |
| 54           | Leszno                  | 212           | Józef Bąk                         |             | PZPR                  |
| 54           | Leszno                  | 213           | Janusz Maćkowiak                  |             | ZSL                   |
| 54           | Leszno                  | 214           | Adela Dankowska                   |             | bezpartyjny           |
| 54           | Leszno                  | 215           | Marek Jurek                       | bezpartyjny |                       |
| 55           | Lublin                  | 216           | Izabella Sierakowska              |             | PZPR                  |
| 55           | Lublin                  | 217           | Teresa Liszcz                     |             | ZSL                   |
| 55           | Lublin                  | 218           | Kazimierz Czerwiński              |             | SD                    |
| 55           | Lublin                  | 219           | Bonawentura Ziemba                |             | „Pax”                 |
| 55           | Lublin                  | 220           | Tadeusz Mańka                     |             | bezpartyjny           |
| 56           | Kraśnik                 | 221           | Irena Gil                         |             | PZPR                  |
| 56           | Kraśnik                 | 222           | Zygmunt Łupina                    |             | bezpartyjny           |
| 56           | Kraśnik                 | 444           | Antoni Pieniążek                  |             | PZPR                  |
| 57           | Puławy                  | 223           | Czesław Kosiński                  | PZPR        |                       |
| 57           | Puławy                  | 224           | Ignacy Czeżyk                     |             | bezpartyjny           |
| 57           | Puławy                  | 445           | Jan Rajtar                        |             | ZSL                   |
| 58           | Lubartów                | 225           | Marian Starownik                  | ZSL         |                       |
| 58           | Lubartów                | 226           | Janusz Rożek                      |             | bezpartyjny           |
| 59           | Łomża                   | 227           | Mieczysław Czerniawski            |             | PZPR                  |
| 59           | Łomża                   | 228           | Witold Leśniewski                 |             | ZSL                   |
| 59           | Łomża                   | 229           | Ryszard Kraszewski                |             | bezpartyjny           |
| 59           | Łomża                   | 230           | Marek Rutkowski                   | bezpartyjny |                       |
| 59           | Łomża                   | 446           | Stanisław Gabrielski              |             | PZPR                  |
| 60           | Łódź-Bałuty             | 231           | Andrzej Błoch                     | PZPR        |                       |
| 60           | Łódź-Bałuty             | 232           | Jerzy Rozwandowicz                | PZPR        |                       |
| 60           | Łódź-Bałuty             | 233           | Jacek Krzekotowski                |             | „Pax”                 |
| 60           | Łódź-Bałuty             | 234           | Jerzy Dłużniewski                 |             | bezpartyjny           |
| 61           | Łódź-Śródmieście        | 235           | Halina Suskiewicz                 |             | PZPR                  |
| 61           | Łódź-Śródmieście        | 236           | Anna Kwietniewska                 | PZPR        |                       |
| 61           | Łódź-Śródmieście        | 237           | Bohdan Osiński                    |             | SD                    |
| 61           | Łódź-Śródmieście        | 238           | Andrzej Kern                      |             | bezpartyjny           |
| 61           | Łódź-Śródmieście        | 447           | Marek Bartosik                    |             | PZPR                  |
| 62           | Łódź-Górna              | 239           | Krystyna Ejsmont                  | PZPR        |                       |
| 62           | Łódź-Górna              | 240           | Maria Dmochowska                  |             | bezpartyjny           |
| 62           | Łódź-Górna              | 241           | Wiesław Kowalski                  | bezpartyjny |                       |
| 63           | Łódź-Widzew             | 242           | Bogdan Łukasiewicz                |             | ZSL                   |
| 63           | Łódź-Widzew             | 243           | Stefan Myszkiewicz-Niesiołowski   |             | bezpartyjny           |
| 64           | Nowy Sącz               | 244           | Franciszek Rusnarczyk             |             | PZPR                  |
| 64           | Nowy Sącz               | 245           | Mieczysław Brudniak               | PZPR        |                       |
| 64           | Nowy Sącz               | 246           | Stanisława Popiela                |             | ZSL                   |
| 64           | Nowy Sącz               | 247           | Ryszard Zieliński                 |             | UChS                  |
| 64           | Nowy Sącz               | 248           | Józef Jungiewicz                  |             | bezpartyjny           |
| 65           | Nowy Targ               | 249           | Krzysztof Czereyski               |             | SD                    |
| 65           | Nowy Targ               | 250           | Władysław Skalski                 |             | bezpartyjny           |
| 65           | Nowy Targ               | 251           | Stanisław Żurowski                | bezpartyjny |                       |
| 65           | Nowy Targ               | 448           | Roman Ney                         |             | PZPR                  |
| 66           | Biskupiec               | 252           | Paweł Rogiński                    | PZPR        |                       |
| 66           | Biskupiec               | 253           | Miron Pomirski                    |             | ZSL                   |
| 66           | Biskupiec               | 254           | Józef Lubieniecki                 |             | bezpartyjny           |
| 67           | Olsztyn                 | 255           | Jerzy Dowgwiłłowicz               |             | PZPR                  |
| 67           | Olsztyn                 | 256           | Wojciech Gryczewski               |             | ZSL                   |
| 67           | Olsztyn                 | 257           | Teresa Dobielińska-Eliszewska     |             | SD                    |
| 67           | Olsztyn                 | 258           | Grażyna Langowska                 |             | bezpartyjny           |
| 67           | Olsztyn                 | 259           | Zenon Złakowski                   | bezpartyjny |                       |
| 68           | Opole                   | 260           | Jan Goczoł                        |             | PZPR                  |
| 68           | Opole                   | 261           | Norbert Lysek                     | PZPR        |                       |
| 68           | Opole                   | 262           | Andrzej Borowski                  |             | ZSL                   |
| 68           | Opole                   | 263           | Stanisław Suchodolski             |             | SD                    |
| 68           | Opole                   | 264           | Bronisław Wilk                    |             | bezpartyjny           |
| 69           | Kędzierzyn-Koźle        | 265           | Antoni Żelazny                    |             | PZPR                  |
| 69           | Kędzierzyn-Koźle        | 266           | Aniela Bukała                     |             | ZSL                   |
| 69           | Kędzierzyn-Koźle        | 267           | Tadeusz Nowacki                   |             | UChS                  |
| 69           | Kędzierzyn-Koźle        | 268           | Stefan Kozłowski                  |             | bezpartyjny           |
| 70           | Brzeg                   | 269           | Józef Pilarczyk                   |             | PZPR                  |
| 70           | Brzeg                   | 270           | Wojciech Solarewicz               |             | bezpartyjny           |
| 71           | Ostrołęka               | 271           | Władysław Krzyżanowski            |             | PZPR                  |
| 71           | Ostrołęka               | 272           | Michał Kurek                      |             | ZSL                   |
| 71           | Ostrołęka               | 273           | Aleksander Małachowski            |             | bezpartyjny           |
| 71           | Ostrołęka               | 274           | Józef Gutowski                    | bezpartyjny |                       |
| 71           | Ostrołęka               | 449           | Aleksander Łuczak                 |             | ZSL                   |
| 72           | Piła                    | 275           | Jerzy Susek                       |             | PZPR                  |
| 72           | Piła                    | 276           | Zenon Kułaga                      | PZPR        |                       |
| 72           | Piła                    | 277           | Zenon Witt                        |             | ZSL                   |
| 72           | Piła                    | 278           | Lech Kozaczko                     |             | bezpartyjny           |
| 72           | Piła                    | 279           | Kazimierz Błaszczyk               | bezpartyjny |                       |
| 73           | Piotrków Trybunalski    | 280           | Henryk Komar                      |             | PZPR                  |
| 73           | Piotrków Trybunalski    | 281           | Anna Dudkiewicz                   | PZPR        |                       |
| 73           | Piotrków Trybunalski    | 282           | Andrzej Zawiślak                  |             | bezpartyjny           |
| 73           | Piotrków Trybunalski    | 283           | Teresa Zalewska                   | bezpartyjny |                       |
| 73           | Piotrków Trybunalski    | 450           | Andrzej Bondarewski               |             | SD                    |
| 74           | Bełchatów               | 284           | Ryszard Szwed                     |             | PZPR                  |
| 74           | Bełchatów               | 285           | Stanisław Jasiński                |             | ZSL                   |
| 74           | Bełchatów               | 286           | Ryszard Brzuzy                    |             | bezpartyjny           |
| 75           | Płock                   | 287           | Wanda Sokołowska                  |             | PZPR                  |
| 75           | Płock                   | 288           | Maria Stępniak                    |             | bezpartyjny           |
| 75           | Płock                   | 289           | Tadeusz Ścieszko                  | bezpartyjny |                       |
| 75           | Płock                   | 451           | Alicja Kornasiewicz               |             | ZSL                   |
| 76           | Kutno                   | 290           | Janina Kuś                        |             | PZPR                  |
| 76           | Kutno                   | 291           | Waldemar Pawlak                   |             | ZSL                   |
| 76           | Kutno                   | 292           | Zbigniew Kamiński                 |             | bezpartyjny           |
| 76           | Kutno                   | 452           | Ziemowit Gawski                   |             | „Pax”                 |
| 77           | Poznań-Grunwald         | 293           | Marek Król                        |             | PZPR                  |
| 77           | Poznań-Grunwald         | 294           | Michał Wojtczak                   |             | bezpartyjny           |
| 77           | Poznań-Grunwald         | 295           | Józef Wlekliński                  |             | ZSL                   |
| 77           | Poznań-Grunwald         | 296           | Wiesława Ziółkowska               |             | PZPR                  |
| 77           | Poznań-Grunwald         | 297           | Ireneusz Pięta                    |             | bezpartyjny           |
| 78           | Poznań-Nowe Miasto      | 298           | Tadeusz Dziuba                    |             | SD                    |
| 78           | Poznań-Nowe Miasto      | 299           | Marek Pol                         |             | PZPR                  |
| 78           | Poznań-Nowe Miasto      | 300           | Alfred Wawrzyniak                 |             | „Pax”                 |
| 78           | Poznań-Nowe Miasto      | 301           | Bożenna Urbańska                  |             | PZPR                  |
| 78           | Poznań-Nowe Miasto      | 302           | Paweł Łączkowski                  |             | bezpartyjny           |
| 79           | Poznań-Stare Miasto     | 303           | Marian Zawadzki                   |             | PZPR                  |
| 79           | Poznań-Stare Miasto     | 304           | Andrzej Aumiller                  | PZPR        |                       |
| 79           | Poznań-Stare Miasto     | 305           | Czesław Janicki                   |             | ZSL                   |
| 79           | Poznań-Stare Miasto     | 306           | Leonard Szymański                 |             | bezpartyjny           |
| 79           | Poznań-Stare Miasto     | 307           | Hanna Suchocka                    | bezpartyjny |                       |
| 80           | Przemyśl                | 308           | Stanisław Duda                    |             | PZPR                  |
| 80           | Przemyśl                | 309           | Krystyna Grzęda                   | PZPR        |                       |
| 80           | Przemyśl                | 310           | Zbigniew Mierzwa                  |             | ZSL                   |
| 80           | Przemyśl                | 311           | Janusz Onyszkiewicz               |             | bezpartyjny           |
| 80           | Przemyśl                | 312           | Tadeusz Trelka                    | bezpartyjny |                       |
| 81           | Radom                   | 313           | Danuta Grabowska                  |             | PZPR                  |
| 81           | Radom                   | 314           | Andrzej Burski                    | PZPR        |                       |
| 81           | Radom                   | 315           | Adam Zimnicki                     |             | ZSL                   |
| 81           | Radom                   | 316           | Marian Popis                      |             | SD                    |
| 81           | Radom                   | 317           | Jan Łopuszański                   |             | bezpartyjny           |
| 82           | Białobrzegi             | 318           | Stanisław Babiński                |             | PZPR                  |
| 82           | Białobrzegi             | 319           | Józef Łochowski                   |             | ZSL                   |
| 82           | Białobrzegi             | 320           | Maciej Półtorak                   |             | bezpartyjny           |
| 82           | Białobrzegi             | 453           | Kazimierz Modzelewski             |             | SD                    |
| 83           | Rzeszów                 | 321           | Leszek Czerwiński                 |             | PZPR                  |
| 83           | Rzeszów                 | 322           | Kazimierz Woźniak                 | PZPR        |                       |
| 83           | Rzeszów                 | 323           | Aleksander Bentkowski             |             | ZSL                   |
| 83           | Rzeszów                 | 324           | Jan Świtka                        |             | SD                    |
| 83           | Rzeszów                 | 325           | Adam Matuszczak                   |             | bezpartyjny           |
| 84           | Mielec                  | 326           | Lucjan Śliwa                      |             | PZPR                  |
| 84           | Mielec                  | 327           | Stanisław Mazan                   |             | ZSL                   |
| 84           | Mielec                  | 328           | Stanisław Padykuła                |             | bezpartyjny           |
| 84           | Mielec                  | 454           | Krzysztof Grzebyk                 |             | PZPR                  |
| 85           | Garwolin                | 329           | Ryszard Smolarek                  | PZPR        |                       |
| 85           | Garwolin                | 330           | Jan Szczygielski                  |             | ZSL                   |
| 85           | Garwolin                | 331           | Stanisław Dąbrowski               |             | bezpartyjny           |
| 85           | Garwolin                | 332           | Wiesław Zajączkowski              | bezpartyjny |                       |
| 86           | Siedlce                 | 333           | Wiesław Kondracki                 |             | PZPR                  |
| 86           | Siedlce                 | 334           | Bożenna Kuc                       |             | ZSL                   |
| 86           | Siedlce                 | 335           | Krzysztof Szymański               |             | bezpartyjny           |
| 86           | Siedlce                 | 455           | Jerzy Osiński                     |             | ZSL                   |
| 87           | Sieradz                 | 336           | Edmund Jagiełło                   |             | PZPR                  |
| 87           | Sieradz                 | 337           | Wojciech Zarzycki                 |             | ZSL                   |
| 87           | Sieradz                 | 338           | Stanisław Strózik                 |             | bezpartyjny           |
| 87           | Sieradz                 | 339           | Stanisław Cieśla                  | bezpartyjny |                       |
| 87           | Sieradz                 | 340           | Henryk Michalak                   | bezpartyjny |                       |
| 88           | Skierniewice            | 341           | Zbigniew Kostrzewa                |             | PZPR                  |
| 88           | Skierniewice            | 342           | Jacek Andrzejewski                | PZPR        |                       |
| 88           | Skierniewice            | 343           | Ludomir Goździkiewicz             |             | ZSL                   |
| 88           | Skierniewice            | 344           | Anna Urbanowicz                   |             | bezpartyjny           |
| 88           | Skierniewice            | 345           | Maciej Bednarkiewicz              | bezpartyjny |                       |
| 89           | Słupsk                  | 346           | Marianna Borawska                 |             | PZPR                  |
| 89           | Słupsk                  | 347           | Józef Bogusz                      | PZPR        |                       |
| 89           | Słupsk                  | 348           | Marian Kędzierski                 |             | ZSL                   |
| 89           | Słupsk                  | 349           | Edward Müller                     |             | bezpartyjny           |
| 89           | Słupsk                  | 350           | Jan Król                          | bezpartyjny |                       |
| 90           | Suwałki                 | 351           | Tomasz Romańczuk                  |             | PZPR                  |
| 90           | Suwałki                 | 352           | Teresa Woźniak                    | PZPR        |                       |
| 90           | Suwałki                 | 353           | Michał Górski                     |             | ZSL                   |
| 90           | Suwałki                 | 354           | Jerzy Pietkiewicz                 |             | bezpartyjny           |
| 90           | Suwałki                 | 355           | Bronisław Geremek                 | bezpartyjny |                       |
| 91           | Szczecin                | 356           | Jacek Piechota                    |             | PZPR                  |
| 91           | Szczecin                | 357           | Waldemar Grzywacz                 | PZPR        |                       |
| 91           | Szczecin                | 358           | Jan Kościelniak                   |             | SD                    |
| 91           | Szczecin                | 359           | Józef Kowalczyk                   |             | bezpartyjny           |
| 91           | Szczecin                | 360           | Jerzy Zimowski                    | bezpartyjny |                       |
| 92           | Świnoujście             | 361           | Marian Jeż                        |             | PZPR                  |
| 92           | Świnoujście             | 362           | Wincenty Leszczyński              |             | ZSL                   |
| 92           | Świnoujście             | 363           | Bohdan Kopczyński                 |             | bezpartyjny           |
| 93           | Stargard Szczeciński    | 364           | Artur Balazs                      | bezpartyjny |                       |
| 93           | Stargard Szczeciński    | 365           | Bolesław Suchodolski              |             | PZPR                  |
| 93           | Stargard Szczeciński    | 366           | Jerzy Rosiak                      |             | ZSL                   |
| 94           | Tarnobrzeg              | 367           | Anna Brzozowska                   |             | PZPR                  |
| 94           | Tarnobrzeg              | 368           | Grażyna Sołtyk                    |             | ZSL                   |
| 94           | Tarnobrzeg              | 369           | Marian Dojka                      |             | bezpartyjny           |
| 94           | Tarnobrzeg              | 370           | Jacek Bujak                       | bezpartyjny |                       |
| 95           | Stalowa Wola            | 371           | Joanna Grobel-Proszowska          |             | PZPR                  |
| 95           | Stalowa Wola            | 372           | Władysław Liwak                   |             | bezpartyjny           |
| 95           | Stalowa Wola            | 373           | Kazimierz Rostek                  | bezpartyjny |                       |
| 96           | Tarnów                  | 374           | Zdzisław Czarnobilski             |             | PZPR                  |
| 96           | Tarnów                  | 375           | Franciszek Kieć                   |             | ZSL                   |
| 96           | Tarnów                  | 376           | Karol Krasnodębski                |             | bezpartyjny           |
| 96           | Tarnów                  | 377           | Jerzy Orzeł                       | bezpartyjny |                       |
| 96           | Tarnów                  | 456           | Józef Zegar                       |             | ZSL                   |
| 97           | Dębica                  | 378           | Marian Czerwiński                 |             | PZPR                  |
| 97           | Dębica                  | 379           | Władysław Żabiński                |             | ZSL                   |
| 97           | Dębica                  | 380           | Jan Rusznica                      |             | bezpartyjny           |
| 98           | Toruń                   | 381           | Marian Żenkiewicz                 |             | PZPR                  |
| 98           | Toruń                   | 382           | Kazimierz Jaworski                |             | „Pax”                 |
| 98           | Toruń                   | 383           | Jan Wyrowiński                    |             | bezpartyjny           |
| 98           | Toruń                   | 384           | Krzysztof Żabiński                | bezpartyjny |                       |
| 98           | Toruń                   | 457           | Jan Czaja                         |             | ZSL                   |
| 99           | Grudziądz               | 385           | Bogdan Derwich                    |             | PZPR                  |
| 99           | Grudziądz               | 386           | Jan Choszczewski                  |             | ZSL                   |
| 99           | Grudziądz               | 387           | Witysław Dys-Kulerski             |             | bezpartyjny           |
| 100          | Wałbrzych               | 388           | Janusz Szymborski                 |             | PZPR                  |
| 100          | Wałbrzych               | 389           | Bogumił Zych                      | PZPR        |                       |
| 100          | Wałbrzych               | 390           | Ryszard Jastrzębski               |             | ZSL                   |
| 100          | Wałbrzych               | 391           | Stanisław Tomkiewicz              |             | bezpartyjny           |
| 100          | Wałbrzych               | 458           | Krzysztof Komornicki              |             | PZPR                  |
| 101          | Świdnica                | 392           | Roman Norbert                     | PZPR        |                       |
| 101          | Świdnica                | 393           | Anna Dynowska                     |             | SD                    |
| 101          | Świdnica                | 394           | Marian Kowal                      |             | bezpartyjny           |
| 101          | Świdnica                | 395           | Jan Lityński                      | bezpartyjny |                       |
| 102          | Włocławek               | 396           | Dobrochna Kędzierska-Truszczyńska |             | PZPR                  |
| 102          | Włocławek               | 397           | Alicja Bieńkowska                 | PZPR        |                       |
| 102          | Włocławek               | 398           | Stanisław Stasiak                 |             | ZSL                   |
| 102          | Włocławek               | 399           | Andrzej Konopka                   |             | SD                    |
| 102          | Włocławek               | 400           | Tadeusz Kaszubski                 |             | bezpartyjny           |
| 103          | Wrocław-Psie Pole       | 401           | Jan Dalgiewicz                    |             | PZPR                  |
| 103          | Wrocław-Psie Pole       | 402           | Henryk Jużykiewicz                | PZPR        |                       |
| 103          | Wrocław-Psie Pole       | 403           | Janusz Dobrosz                    |             | ZSL                   |
| 103          | Wrocław-Psie Pole       | 404           | Zbigniew Lech                     |             | bezpartyjny           |
| 103          | Wrocław-Psie Pole       | 405           | Radosław Gawlik                   | bezpartyjny |                       |
| 104          | Wrocław-Fabryczna       | 406           | Bogusław Wąs                      |             | PZPR                  |
| 104          | Wrocław-Fabryczna       | 407           | Mieczysław Gaweł                  | PZPR        |                       |
| 104          | Wrocław-Fabryczna       | 408           | Stanisław Rogowski                |             | UChS                  |
| 104          | Wrocław-Fabryczna       | 409           | Barbara Labuda                    |             | bezpartyjny           |
| 105          | Wrocław-Krzyki          | 410           | Janusz Trzciński                  |             | PZPR                  |
| 105          | Wrocław-Krzyki          | 411           | Jan Żukowski                      |             | ZSL                   |
| 105          | Wrocław-Krzyki          | 412           | Lesław Lech                       |             | SD                    |
| 105          | Wrocław-Krzyki          | 413           | Andrzej Piszel                    |             | bezpartyjny           |
| 106          | Zamość                  | 414           | Ryszard Bartosz                   |             | PZPR                  |
| 106          | Zamość                  | 415           | Zbigniew Kawałko                  | PZPR        |                       |
| 106          | Zamość                  | 416           | Jan Kowalik                       |             | ZSL                   |
| 106          | Zamość                  | 417           | Henryk Wujec                      |             | bezpartyjny           |
| 106          | Zamość                  | 418           | Stanisław Majdański               | bezpartyjny |                       |
| 107          | Zielona Góra            | 419           | Tadeusz Biliński                  |             | PZPR                  |
| 107          | Zielona Góra            | 420           | Józef Zych                        |             | ZSL                   |
| 107          | Zielona Góra            | 421           | Alfred Bielewicz                  |             | SD                    |
| 107          | Zielona Góra            | 422           | Jarosław Barańczak                |             | bezpartyjny           |
| 108          | Żary                    | 423           | Józef Błaszczyk                   |             | PZPR                  |
| 108          | Żary                    | 424           | Andrzej Gabryszewski              |             | bezpartyjny           |
| 108          | Żary                    | 425           | Tadeusz Sierżant                  | bezpartyjny |                       |

1 grudnia 1989 na skutek uwzględnienia protestów wyborczych unieważniono wybór posła Polskiego Związku Katolicko-Społecznego w Gdyni Mariana Szatybełki. Decyzja ta była spowodowana tym, że przed drugą turą wyborów, przeprowadzoną 18 czerwca 1989, jego kontrkandydat został wykluczony z PZKS i następnie wykreślony z kart wyborczych – takie postępowanie uznano za niezgodne z art. 78 ust. 5 ordynacji wyborczej do Sejmu PRL, który stwierdzał, że w ponownym głosowaniu w obrębie mandatu kandydują 2 osoby. Wybory uzupełniające z 11 lutego 1990, przeprowadzone na dotychczasowych zasadach (mandat zarezerwowany dla PZKS), wygrał ponownie Marian Szatybełko.
W trakcie kadencji zmarło trzech posłów, w tym Walerian Pańko, pełniący równocześnie obowiązki prezesa Najwyższej Izby Kontroli, który zginął w wypadku drogowym. W tych przypadkach nie przeprowadzono wyborów uzupełniających, co wynikało głównie z planów rozwiązania Sejmu, urzeczywistnionych w uchwale z 9 marca 1991. Tym samym na koniec X kadencji Sejmu trzy mandaty pozostały nieobsadzone.

## Posłowie według stażu parlamentarnego
| Poseł                         | Ugrupowanie | Staż poselski           |
| ----------------------------- | ----------- | ----------------------- |
| Zdzisław Barański             | SD          | IX kadencja             |
| Tadeusz Biliński              | PZPR        | IX kadencja             |
| Jan Błachnio                  | UChS        | IX kadencja             |
| Andrzej Bondarewski           | SD          | VII kadencja            |
| Eugeniusz Czykwin             | UChS        | IX kadencja             |
| Teresa Dobielińska-Eliszewska | SD          | IX kadencja             |
| Tadeusz Fiszbach              | PZPR        | VII i VIII kadencja     |
| Stanisław Gabrielski          | PZPR        | VII i VIII kadencja     |
| Józef Gajewicz                | PZPR        | IX kadencja             |
| Jan Goczoł                    | PZPR        | IX kadencja             |
| Jerzy Gołaczyński             | PZPR        | VIII kadencja           |
| Jan Janowski                  | SD          | VII, VIII i IX kadencja |
| Henryk Jużykiewicz            | SD          | IX kadencja             |
| Tadeusz Kijonka               | PZPR        | IX kadencja             |
| Mikołaj Kozakiewicz           | ZSL         | IX kadencja             |
| Włodzimierz Krajewski         | ZSL         | IX kadencja             |
| Bożenna Kuc                   | ZSL         | IX kadencja             |
| Teresa Malczewska             | ZSL         | IX kadencja             |
| Romualda Matusiak             | PZPR        | IX kadencja             |
| Stanisław Mazur               | ZSL         | IX kadencja             |
| Kazimierz Modzelewski         | SD          | IX kadencja             |
| Tadeusz Nowacki               | UChS        | IX kadencja             |
| Jacek Piechota                | PZPR        | IX kadencja             |
| Emilia Pogonowska-Jucha       | ZSL         | IX kadencja             |
| Stanisława Popiela            | ZSL         | IX kadencja             |
| Zbigniew Puzewicz             | PZPR        | IX kadencja             |
| Tomasz Romańczuk              | PZPR        | IX kadencja             |
| Zbigniew Rudnicki             | SD          | VII i VIII kadencja     |
| Andrzej Sidor                 | PZPR        | IX kadencja             |
| Stanisław Stasiak             | ZSL         | IX kadencja             |
| Hanna Suchocka                | KO „S”      | VIII kadencja           |
| Henryk Szarmach               | ZSL         | IX kadencja             |
| Marian Szatybełko             | PZKS        | IX kadencja             |
| Janusz Szymborski             | PZPR        | IX kadencja             |
| Bożenna Urbańska              | PZPR        | IX kadencja             |
| Alfred Wawrzyniak             | „Pax”       | IX kadencja             |
| Włodzimierz Wiertek           | ZSL         | IX kadencja             |
| Józef Wójcik                  | „Pax”       | IX kadencja             |